# 非常口

非常口のピクトグラム（消防庁告示「誘導灯及び誘導標識の基準」）

非常口のピクトグラム（ISO 7010）。下線が追加されている点が消防庁告示と異なる。

非常口のピクトグラム（EUの指令 92/58/EEC）

非常口（ひじょうぐち、英語: emergency exit）とは、火災やその他非常事態が発生した場合に備えて設置された出口の事である。日本の消防法においては避難口（ひなんぐち）と呼ばれる。

## 概説
ビル・地下街・劇場・ホテルなど不特定多数の人が集まる場所では、火災・地震・事故その他、なんらかの非常事態が発生した場合に、迅速かつ安全に退避する必要がある。そのために非常用出口と、それが非常用出口であることを示す標識、および各所に最寄の非常口へ誘導する案内看板（誘導標識）が設置されている。このうち、離れた位置あるいは煙の中でも視認しやすくするために半透明の表示板に電灯を内蔵して標識自体を発光させた設備を誘導灯という。
上記施設などのほか、駅構内・トンネル、鉄道車両やバス・航空機などの乗り物にも設置されている。
非常口には、緊急時にのみ使用をすることを目的に作られた出口の他、恒常的に使用する出入口（正面玄関など）も指定される。緊急時のみに使用する非常口は、誤用を防ぐためや緊急通報と兼ねるため、火災報知設備を発報させなければ非常口が使えなかったり、開閉ハッチ自体が開けることで非常通報の代わりとなる機能を備えていることがある。
設置場所の特性上耐火性・耐熱性が求められる上、緑色が火災時に炎の中で最も目立つとされ、誘導灯には必ず緑色の使用が消防法により義務付けられている。
マークについて、日本では緑と白を基調としており、1人の人間が出口（非常口）へ走って入ろうしている様子となっている。

## 非常口・誘導標識

### 非常口・誘導標識の基準制定
1883年、イギリス・サンダーランドのビクトリアホールで180人以上の子供が死亡する群衆事故が発生した。この事故では、ショーの終わりに演者が特別席の子供達にプレゼントを配り始め、観覧席にいた子供達（推定1100人）が下に降りようと階段に詰めかけた。しかし、階段の突き当たりに設置されていた扉は内開きで施錠されていたため、子供達は階段の底で滞留して後から来た子供達の下敷きになった。イギリス政府はこの事故を受け、非常口を外開きかつ内側から解錠できるようにするといった、建築安全の最低基準を強制する法的措置を執り始めた。しかし、この動きは世界的に広まることはなかった。
1911年にニューヨーク市で発生したトライアングル・シャツウェスト工場火災は、多くの労働者が建物を脱出できずに炎や煙の吸引、または転落、飛び降りにより死亡するという歴史的な火災事故となった。この工場には2つの非常口があったが、1つは労働者の無断休憩や材料の盗難を防ぐために施錠されていた。もう1つの非常口は炎の熱と避難する人々の重さに耐えきれず崩壊した。また、これらの扉は内開きになっていた。

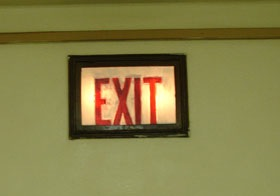
アメリカ合衆国で伝統的な非常口誘導灯

この事故を受けてニューヨーク市は予防局を設立し、労働法や建築基準の立法・改正を行った。この中にはスプリンクラー設備、非常口や避難通路の安全基準、光る誘導標識（誘導灯）の要件が盛り込まれた。アメリカ合衆国の国家防火協会 (National Fire Protection Association; NFPA) は1913年から非常口や避難階段などの基準化について検討を始め、1921年に建築物非常口基準 (Buildings Exits Codes) を公表した。
日本では1932年に発生した白木屋大火をきっかけに、内務省建築規則にNFPAの基準を参考にしたとみられる安全基準が盛り込まれた。1960年代の高度経済成長期には磐光ホテル火災など増築されたホテルや旅館で火災事故が頻発し、1970年までに消防法と建築基準法で安全基準に関わる法的整備が進められた。

### ピクトグラムの制定とISO標準化

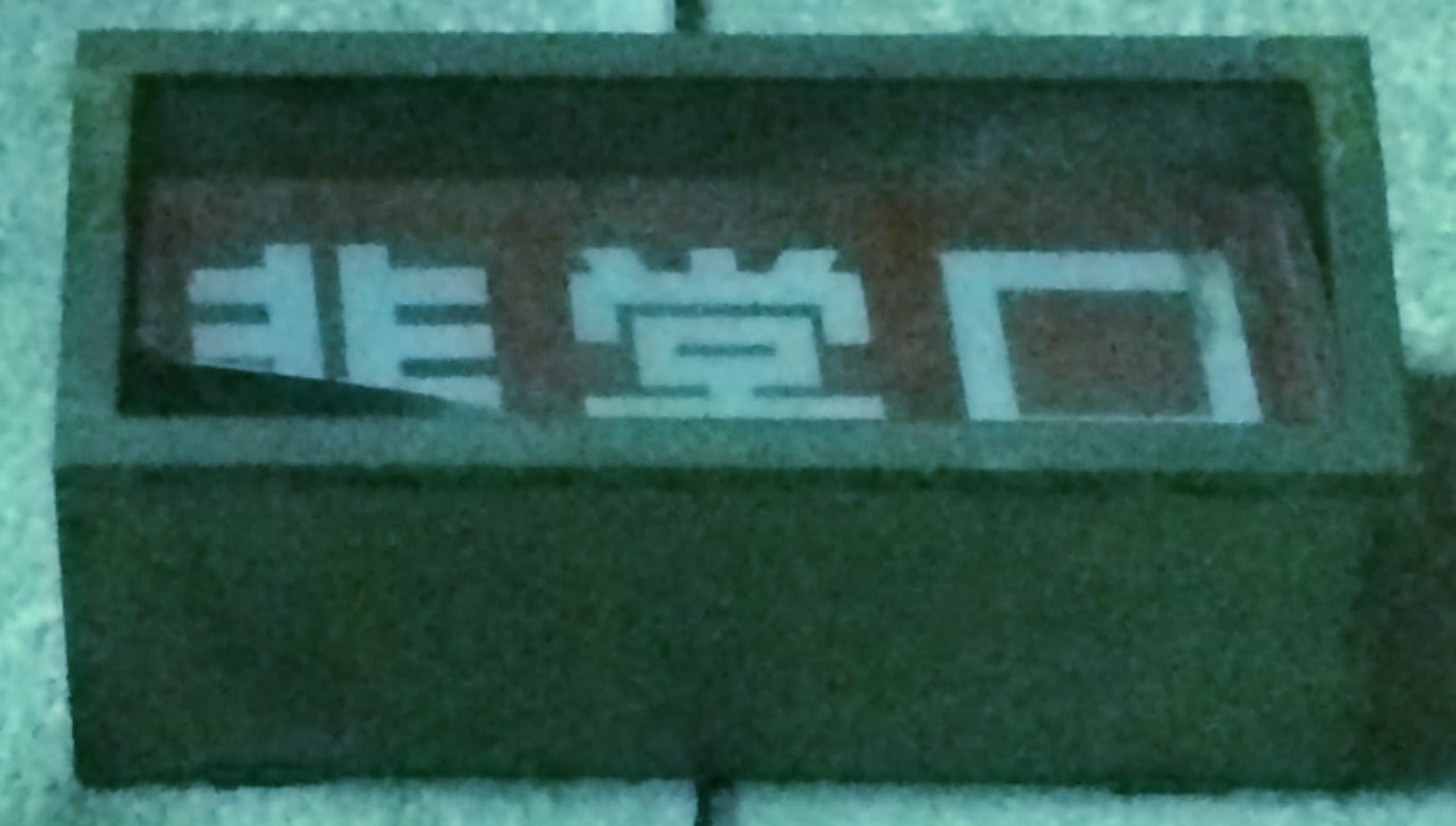
日本でかつて一般的だった非常口誘導灯

日本において、ピクトグラムが施行される前日である1982年3月31日以前に落成した建物では、「非常口」・「非常出口」・「非常階段」（下に英語で「EXIT」と書いてある場合もある）の文字のみの表記であった。なおこの文字表示のみの誘導灯は遅くとも1970年代初頭にはあったとされるが、日本照明器具工業会において誘導灯の認定が開始される1975年2月までは、通常時は蛍光ランプが点灯し、停電時には豆球3個が20分間点灯する仕組みのものが、各地消防の独自認定で使われていたとされる。
1972年の千日デパート火災では、非常口誘導灯が梁付近の高い位置に取り付けられ、猛煙と停電による暗闇の影響で避難者には視認できなかった。さらには誘導灯には非常用電源（バッテリー）が備わっておらずに停電で消灯し、室内の装飾が誘導灯の視認の妨げとなる問題もあったことから滞在者の避難に支障を来した。また1973年の熊本の大洋デパート火災では、非常口誘導灯のサイズが小さかったために非常口の場所が火災による煙などで分からず、避難者で混乱した結果、多くの死傷者を出したため、消防法が改正されるとともに、日本照明器具工業会において誘導灯の認定が開始されることになった。とはいうものの、この時点において「非常口」などの字体や英語表記の有無が誘導灯の製造会社間で統一されることはなかった。
そこで誰にでもわかる標識を目指しデザインが1979年に公募され、およそ3300人の応募の中から図案評価実験等を経て小谷松敏文の作品が入選。太田幸夫による改良を経て1982年1月20日に消防庁告示、同年4月1日に施行された。前述の理由と併せて施行直前である2月8日に発生したホテルニュージャパン火災の影響もあって、消防庁告示から僅か1年半で、70%以上の誘導灯が新表示（現行デザイン）に取り換えられたという。筐体はそのままで表示板だけを交換することで取り替えられたケースがほとんどである。
また1987年には、消防庁告示のものに下線を追加したデザインのピクトグラムが、国際標準化機構 (ISO) が定める国際規格 ISO 6309:1987 (Fire protection--Safety signs) に組み込まれ、国際標準になった。ISO 7010:2003 (Graphical symbols -- Safety colors and safety signs -- Safety signs used in workplaces and public areas) にも規定されている。

### 各地域における誘導標識
2018年現在、日本とほぼ同等のピクトグラムを採用する国・地域は、イギリス、オーストラリア、カナダ、韓国、ニュージーランドなどがある。欧州連合加盟国 (EU)の多くの国々では文字を表示せずピクトグラムのみを表示している。このEU指令 (92/58/EEC) で規定されているピクトグラムはISO標準のものと異なり、扉と人が別になっている。アメリカ合衆国では州などの自治体が定める基準によって異なり、多くは赤または緑でEXITの文字のみの標識が使われている。伝統的には赤文字でのEXITの表示が使われており、例えばニューヨーク市の2014年建築基準では赤いEXITの表示のみが規定されている。カナダで1995年に定められた国家建築基準でも赤いEXITの表示となっていたが、2010年の改正よりISO標準ピクトグラムになった。

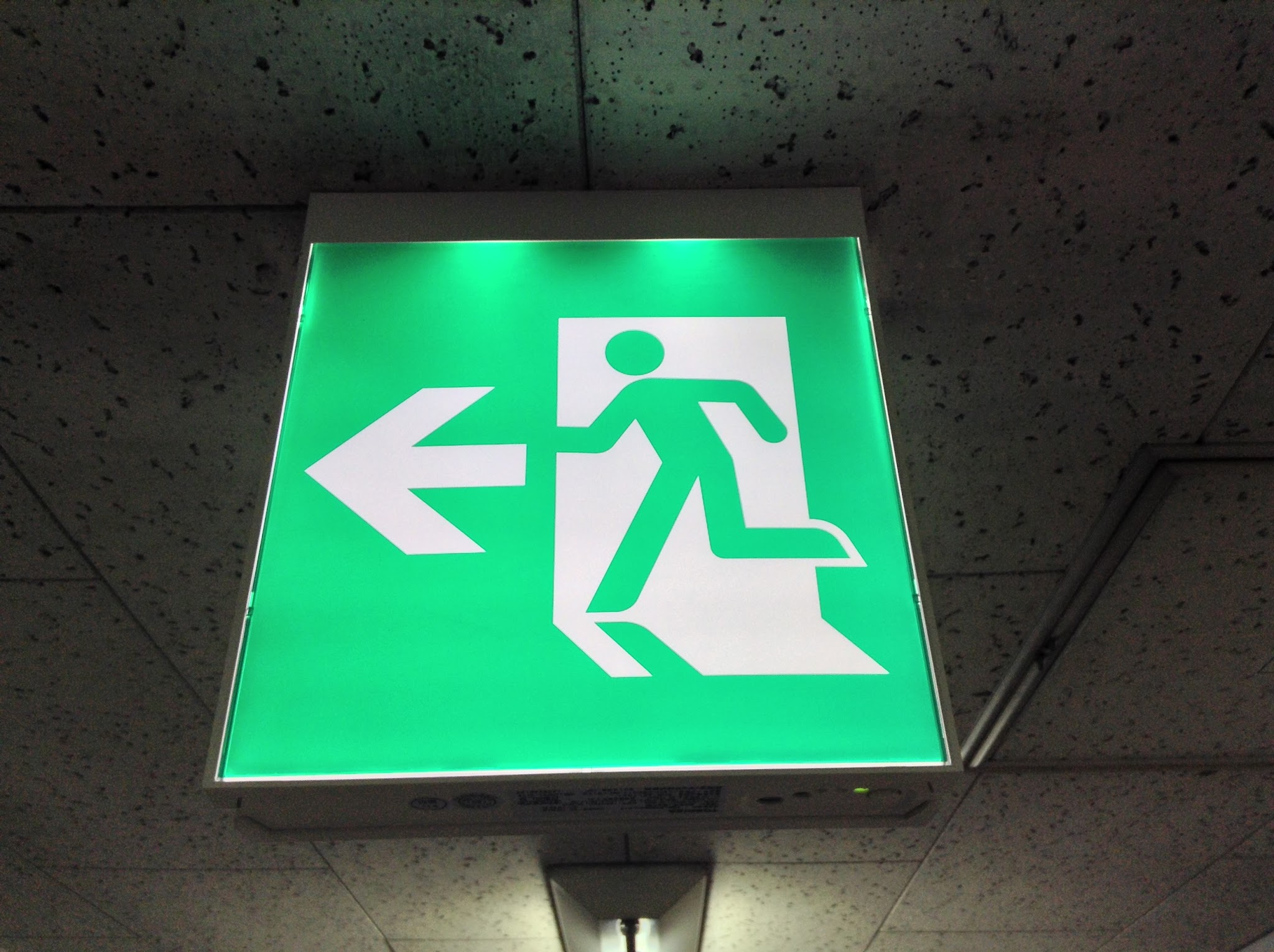
日本の誘導灯
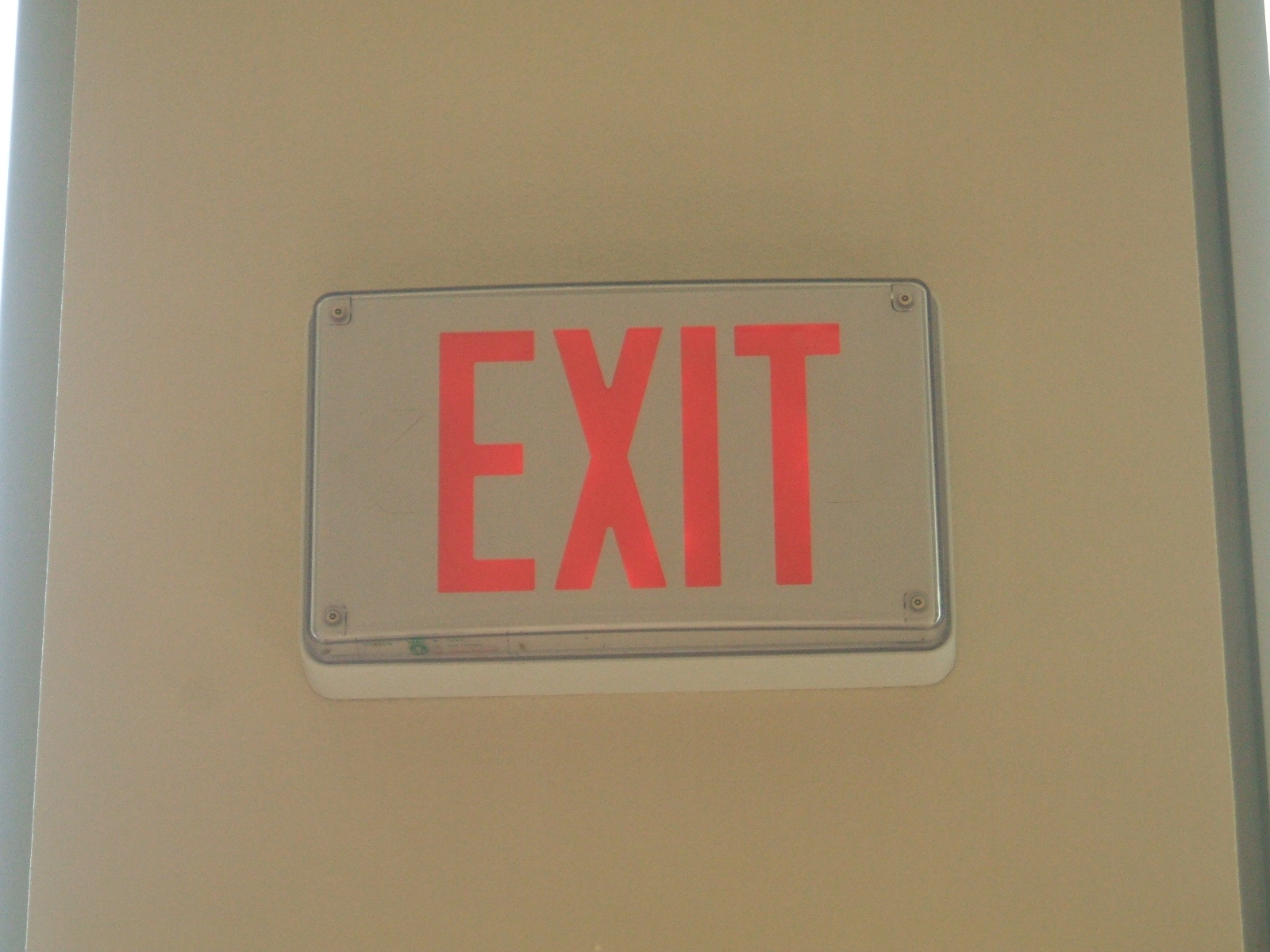
アメリカの誘導灯（赤）
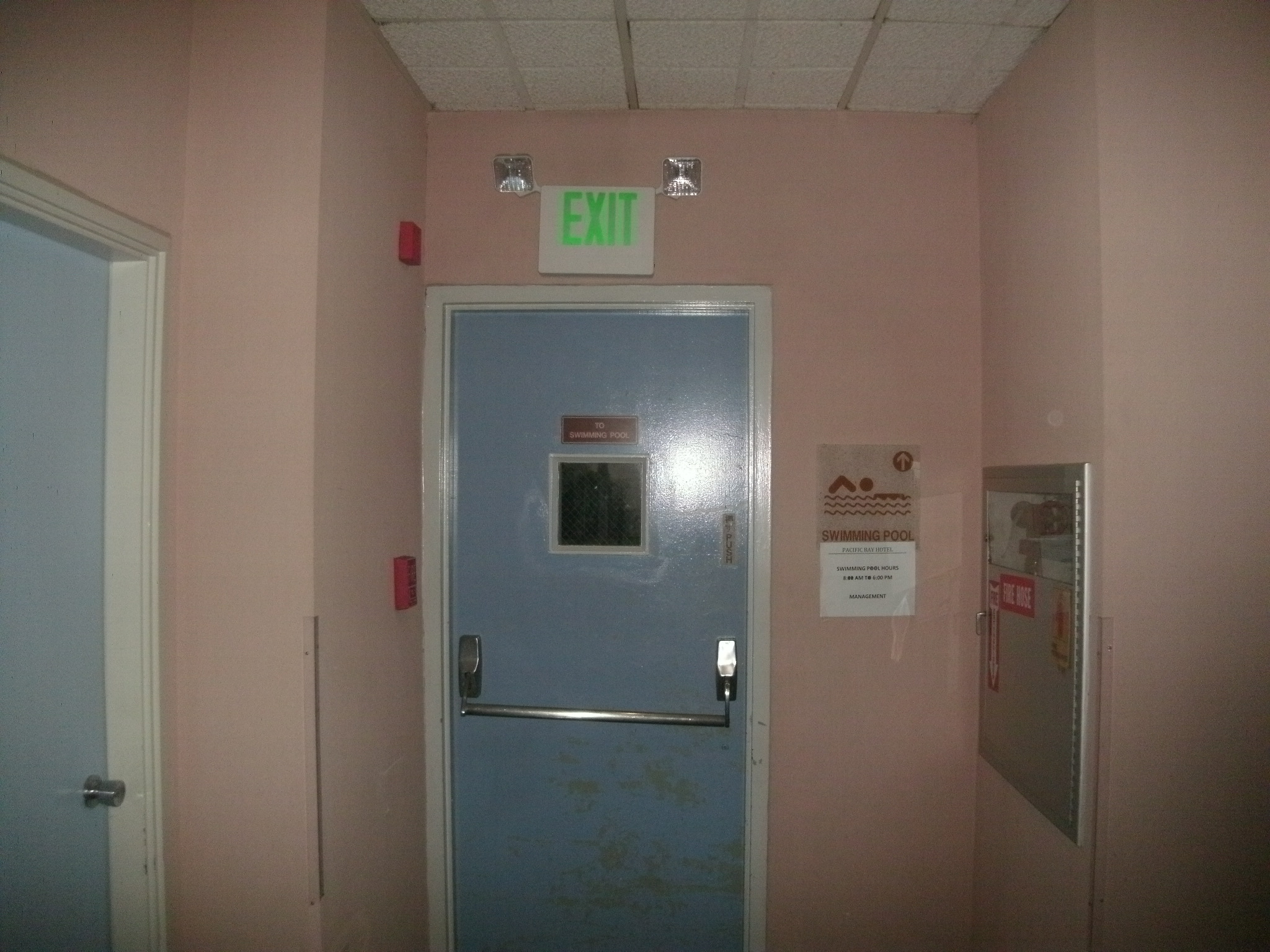
アメリカの誘導灯（緑）
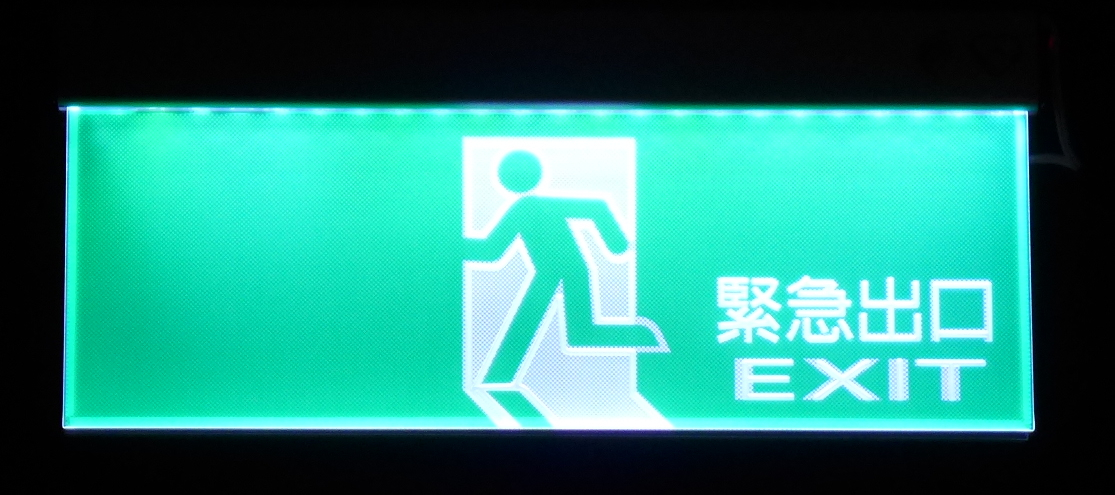
台湾の誘導灯
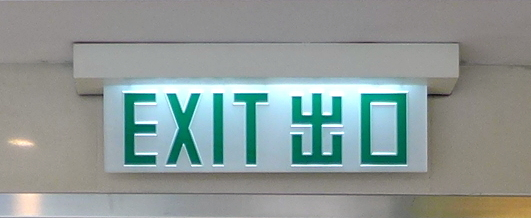
香港の旧式誘導灯
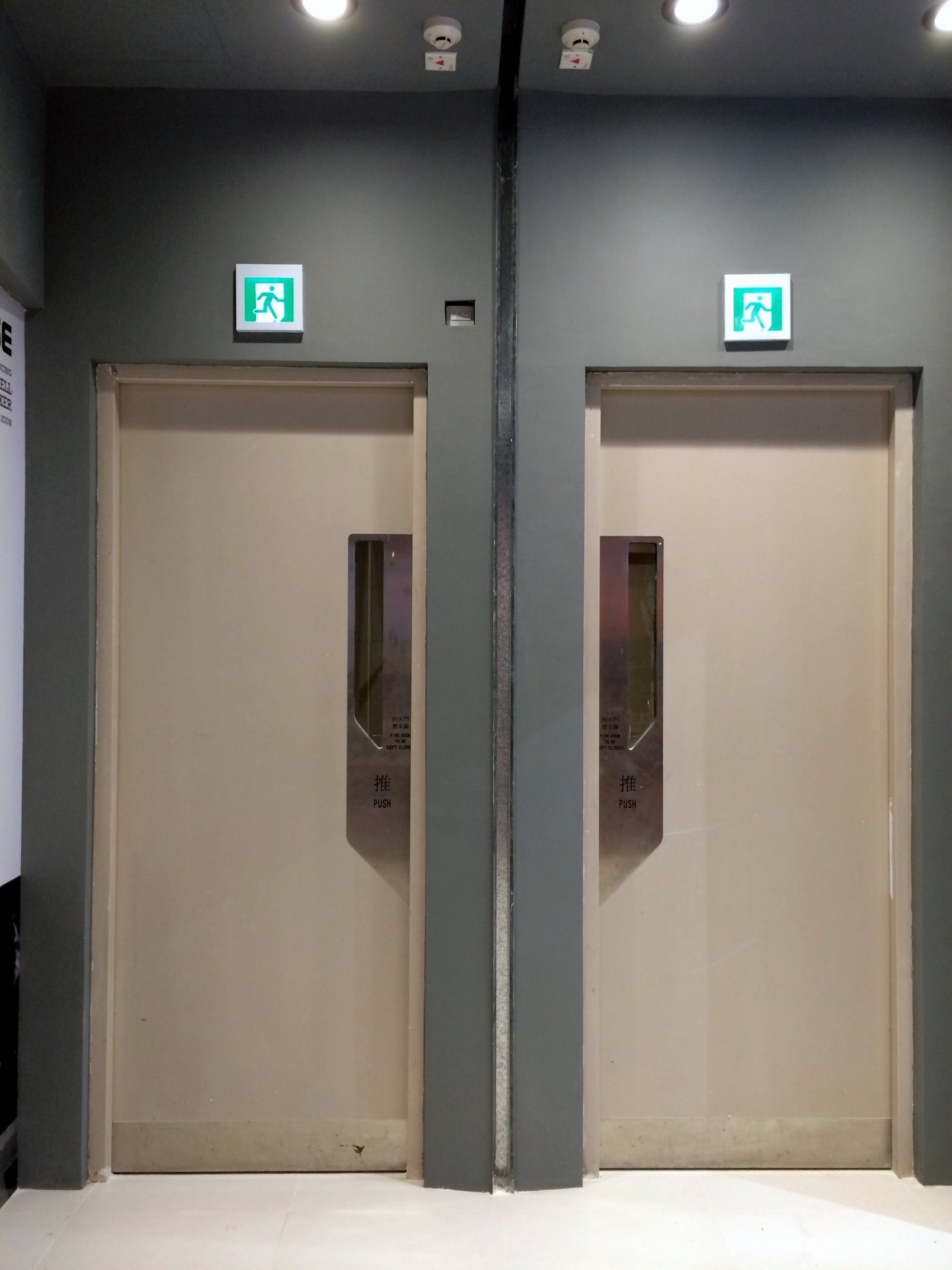
香港の新式誘導灯
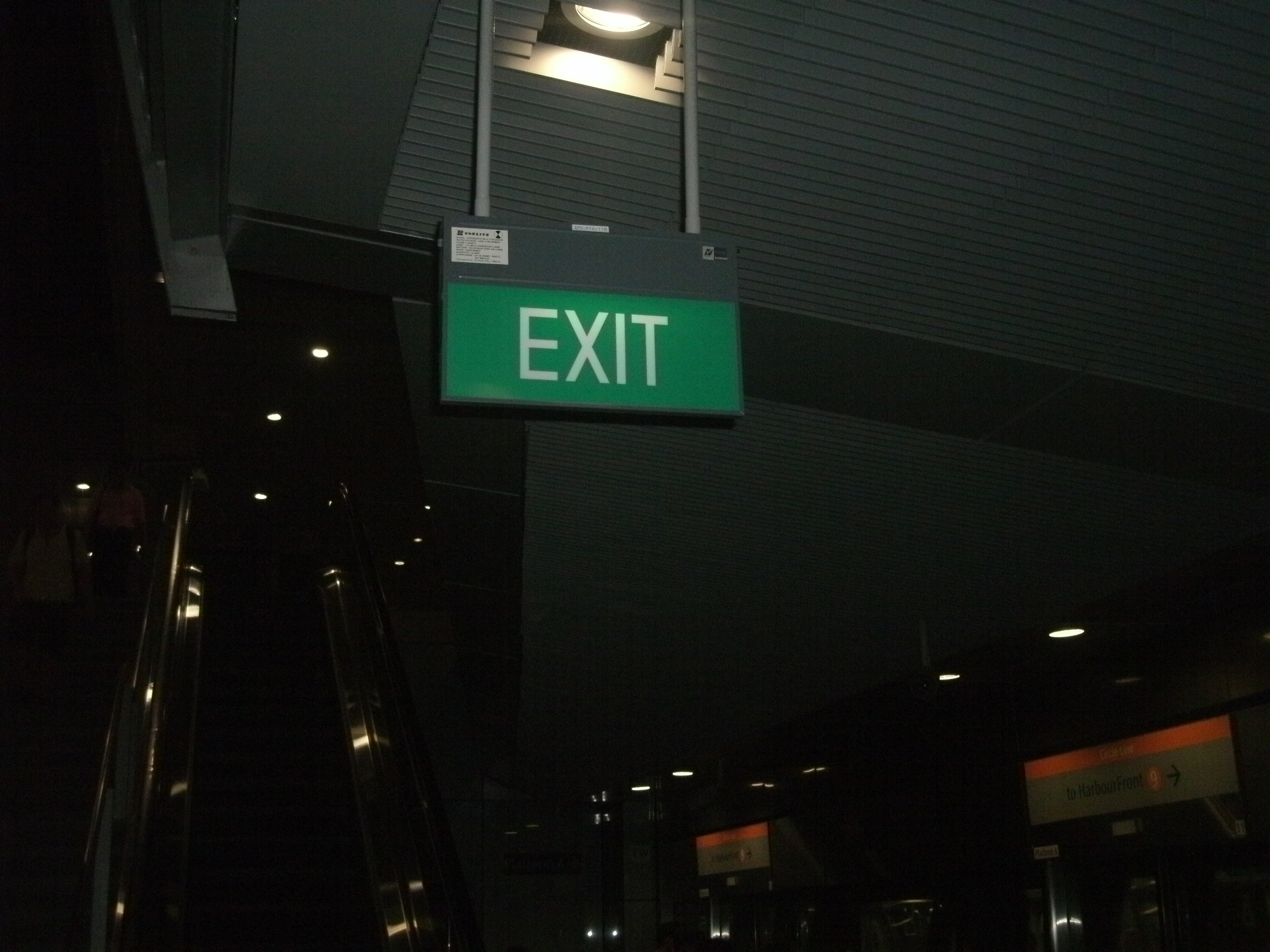
シンガポールの誘導灯（大文字のみ）
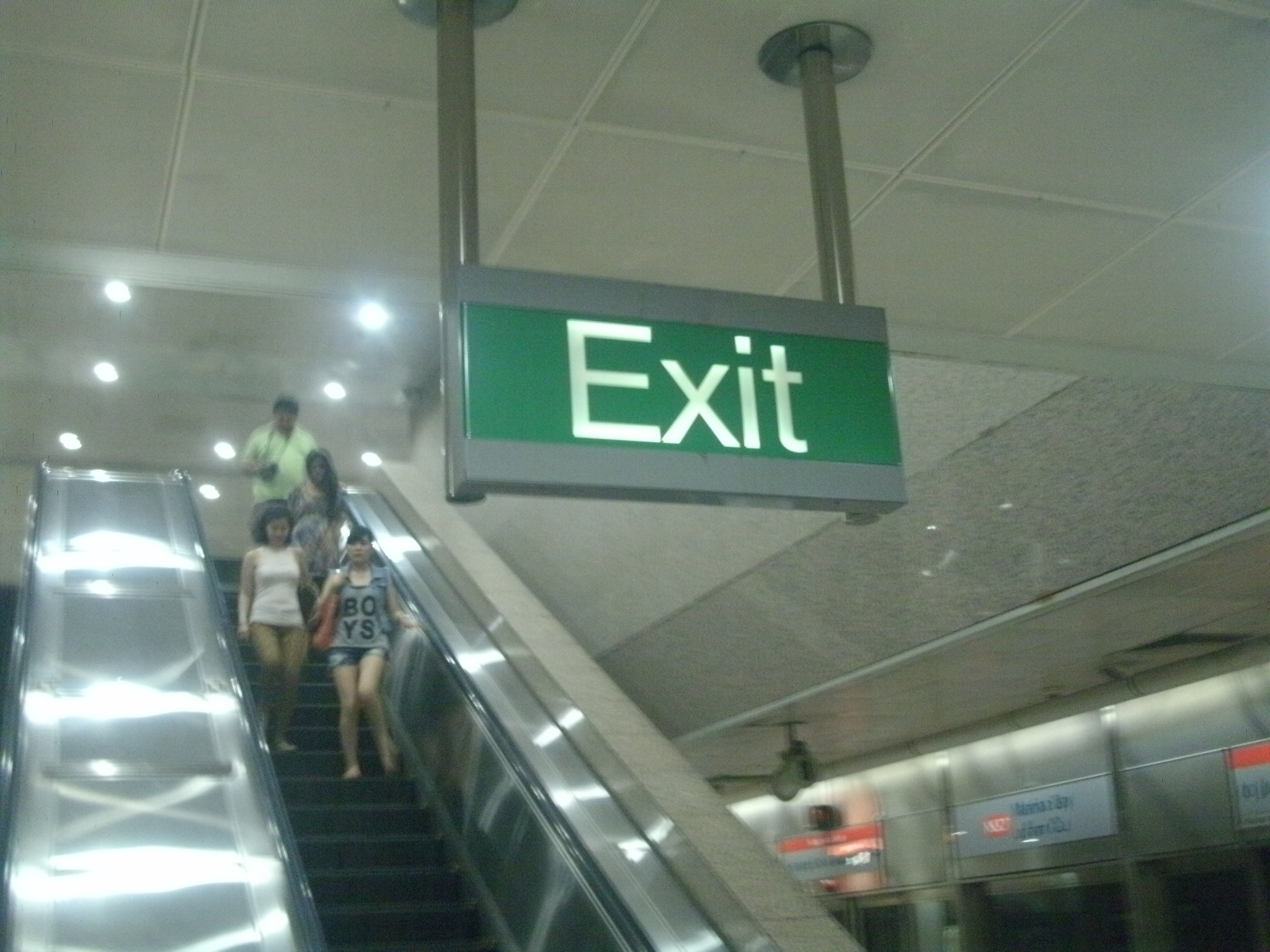
シンガポールの誘導灯（小文字併記）
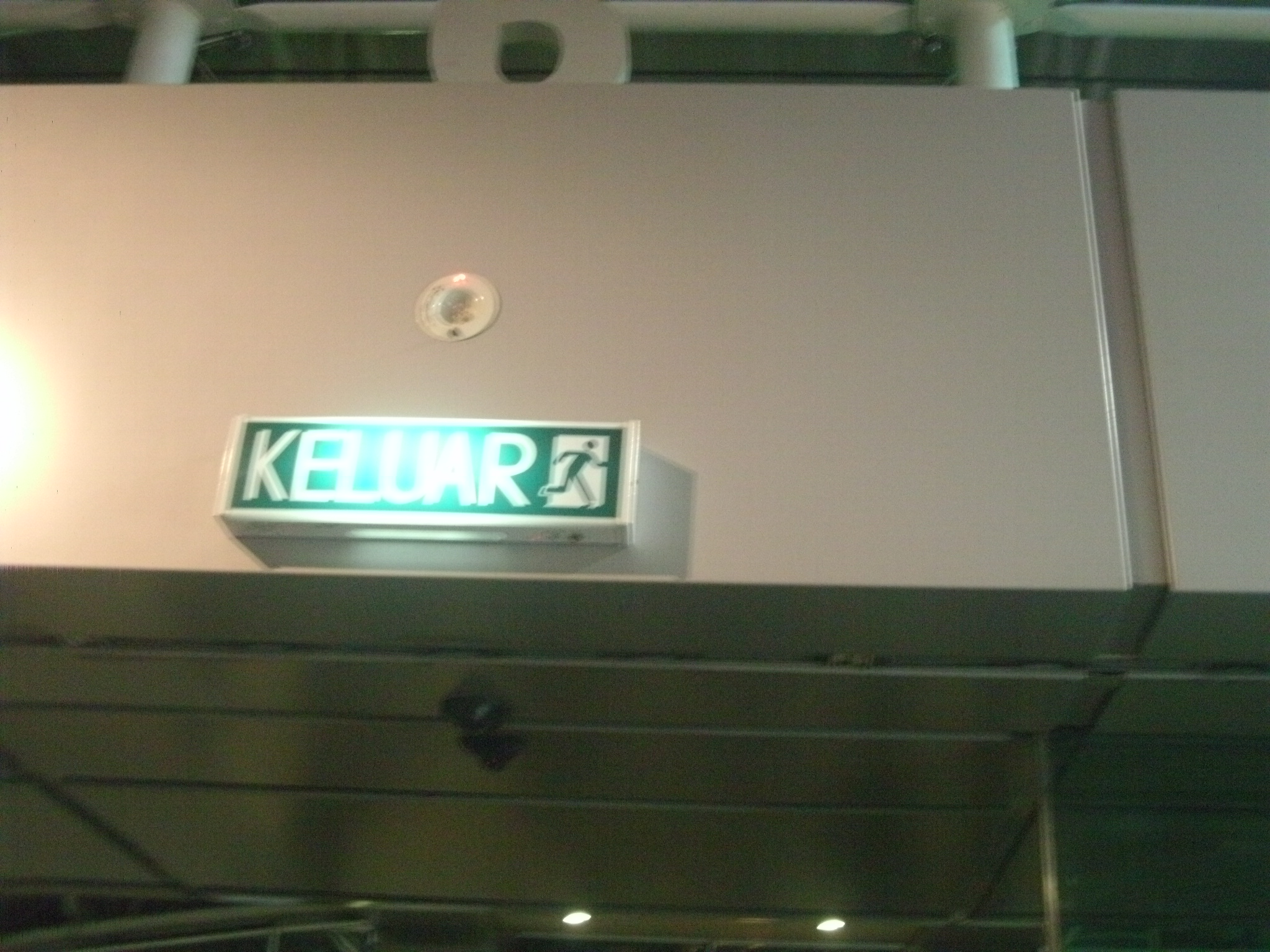
マレーシアの誘導灯
ISO 7010身障者用非常口への案内

## 日本の建築物における非常口

### 非常口の基準
日本では、建築基準法によって建築物の構造における避難上および消火上必要な基準（避難階段など）が定められている。また、建築基準法によって避難施設部分を一定照度以上保つための非常灯（非常用照明器具）の基準、消防法によって非常用出口（避難口）の定義と非常用出口へ誘導する標識（誘導灯）の基準が定められている。

#### 非常口の区画扉（防火戸・防火シャッター）

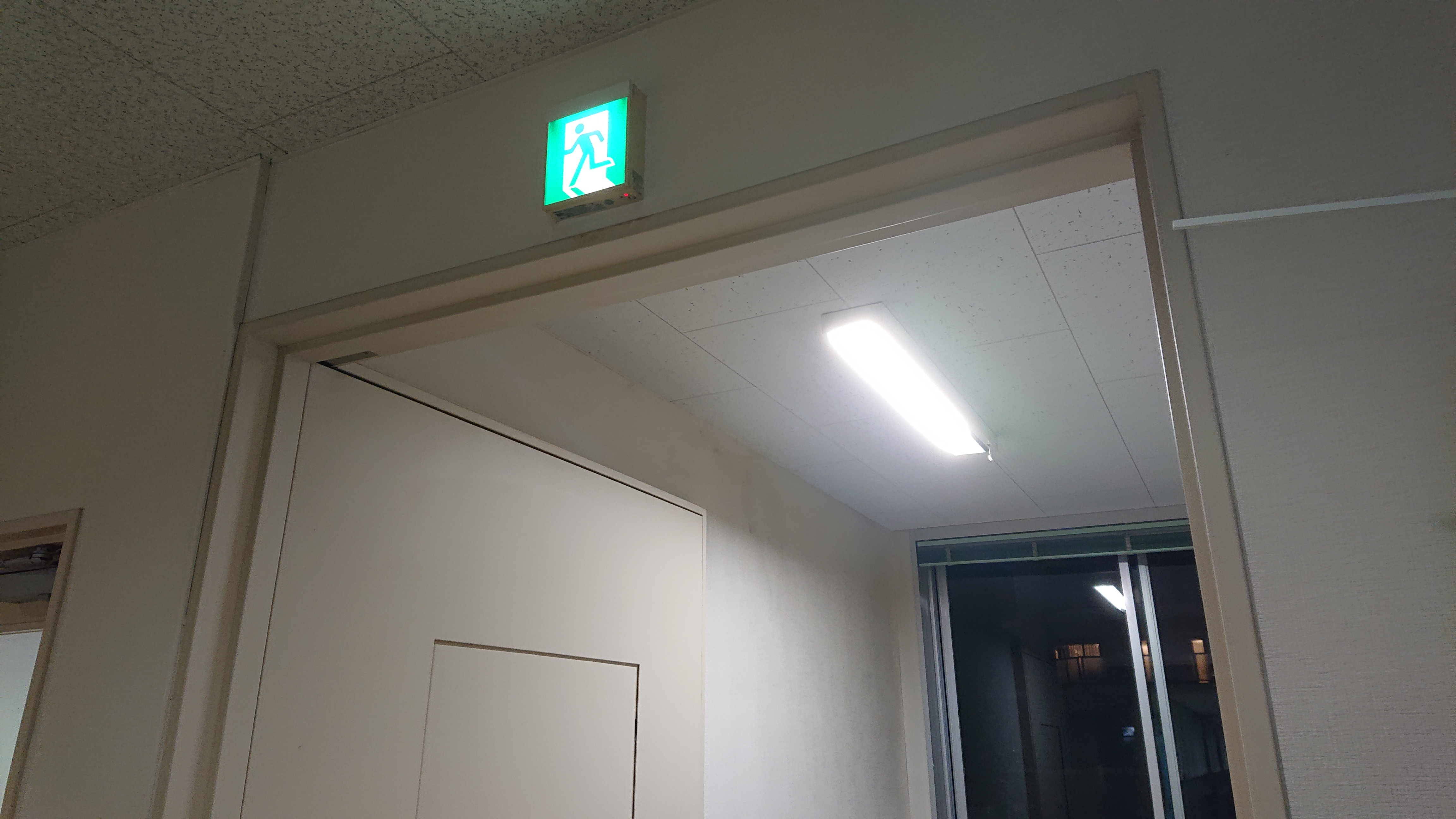
防火戸の付いている非常口。防火戸の中央にはくぐり戸が付いている。

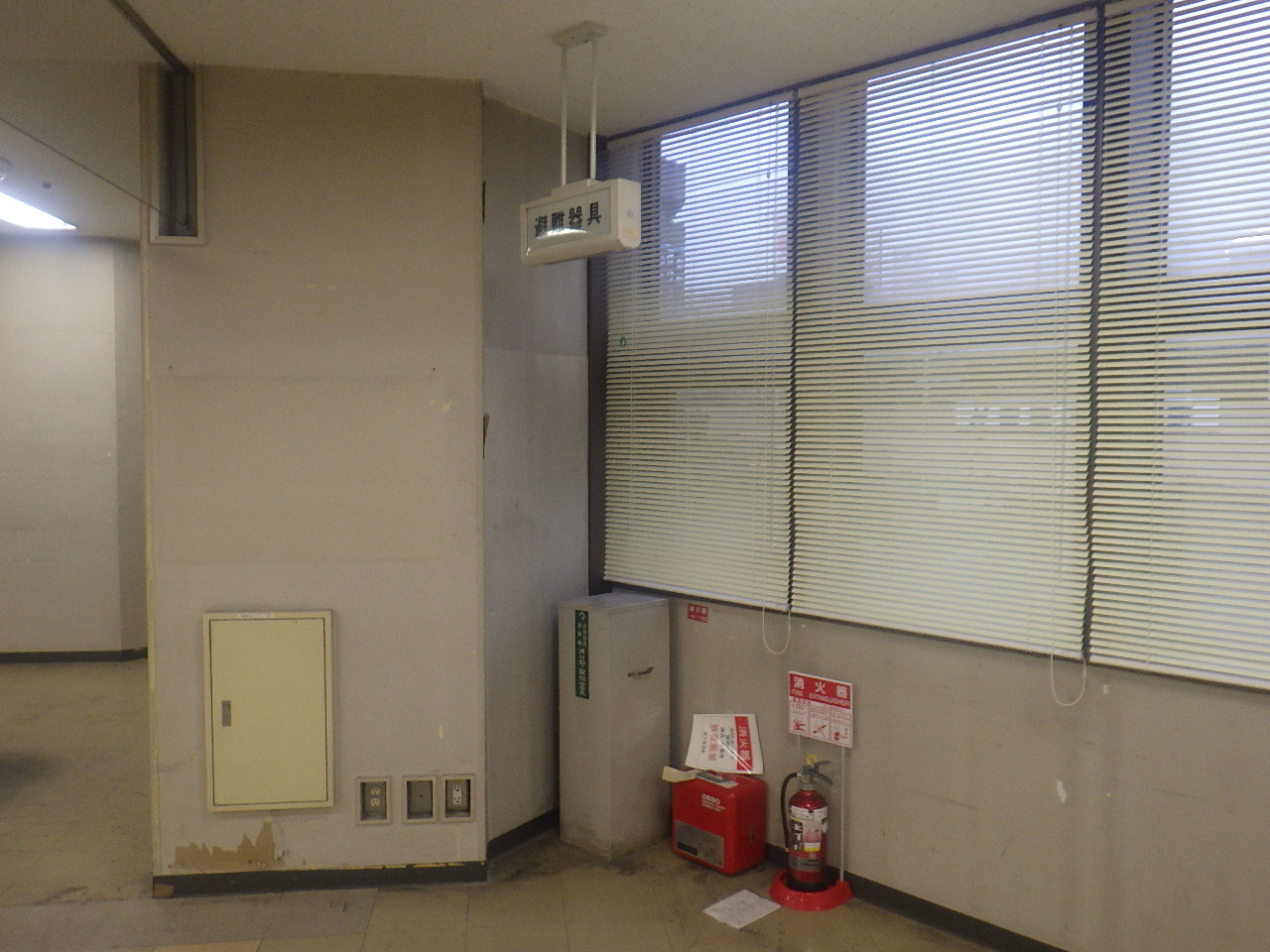
緩降機と避難器具誘導灯の例。窓は当該箇所が開閉可能となっていて、非常時はそこが避難口となる。

階段などの非常口には竪穴区画や区画壁の場合、建築基準法の規定により非常口に防火戸や防火シャッターを設ける場合がある。
防火戸は画像のような大きな鉄扉をイメージすることも多いが、区画壁に取り付けられている特定防火設備に該当するスチールドアも防火戸である。特定防火設備のスチールドアが二枚扉だった場合、開閉調整装置によって必ず受けのドアが先に締まるよう設計されている。
防火戸や防火シャッターは、近くに取り付けられた第三種煙感知器が発報すると、自動火災報知設備と連動し、自動で閉鎖するもので、非常口にもなる為、そのまま開けて避難できるようにラッチフリーになっている他、大きな防火戸の場合は容易に避難するためにくぐり戸を設けるようになっている。また、防火シャッターが設置されている開口部は非常口とはみなされないため、直近にはスチールドア等の非常口を設置し、避難口誘導灯を設ける。非常エレベーターのホール等に設置される防火戸には、消防隊の消防用ホースを通せるよう、足元にホース用開口部を設けることもある。
過去に防火シャッターの降下位置に荷物があったことで閉鎖せず、延焼が拡大した大洋デパート火災や、防火戸が絨毯に引っ掛かり、閉鎖しなかったことによって火の回りが早く、避難が遅れたホテルニュージャパン火災など、区画扉の未閉鎖によって甚大な被害が起きることもあり、消防では、シャッターの降下位置を表示するように指導したり、防火戸の軌跡を示して、物を置かないように表示をするよう指導している。
また、小学校などでは誤作動により降下を始めた防火シャッターを見て焦った児童が降下中の防火戸を潜り抜けようとし、頭を挟まれて死亡する事故が発生したことから、防火シャッターの昇降口は避難口ではないという周知の徹底や、危害防止装置の取り付け、「きけん！！くぐるな！！」とシャッターに表示する等を指導している消防署もある。

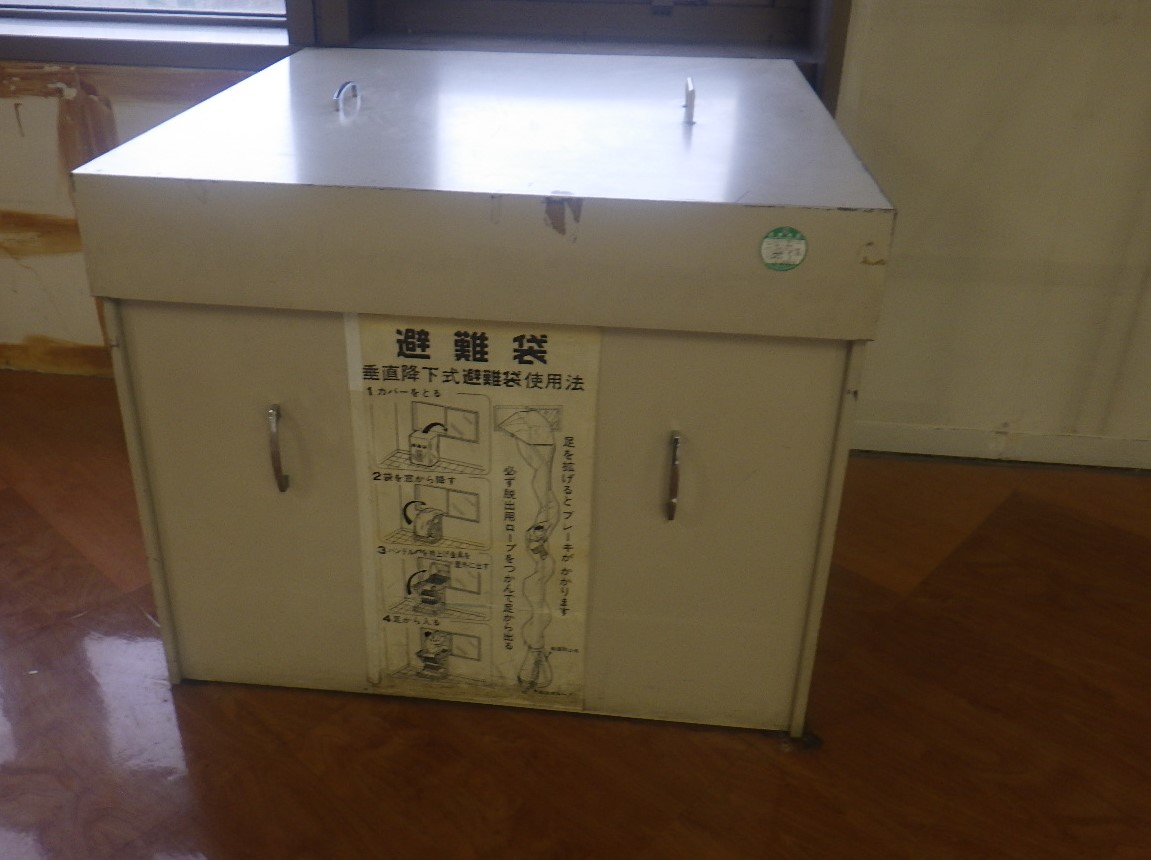
避難袋の例。当該箇所の窓の大きさに合わせて作られており、窓を避難口にして避難することができる。

#### エレベーター
エレベーターは基本的に非常口及び避難経路としてはみなされないが、高齢者や身障者の避難には、ホールが防火区画で、非常電源が接続されている非常用エレベーターを避難に使用してもよいと指導している消防署もある。

#### 避難器具用避難口
主に下階に避難するために設置されている避難ハッチや、避難はしご、避難袋等の避難器具が置かれていて開閉可能な窓や屋上も避難口となる。そのような設備には''避難器具''や''避難はしご''と白のプレートに黒字で書かれており、誘導灯と同様に発光している場合もある。また、マンションなどの共同住宅では、「非常の際はここを破って隣へ避難してください」と書かれた破壊可能な壁が取り付けられている場合も多い。
消防隊が進入する、消防隊進入口もあるが、消防隊が進入するために定められているもので、避難用の非常口ではない。

### 誘導灯
非常口を示す文字やピクトグラムのデザインは消防法施行規則に基づいた消防庁告示「誘導灯及び誘導標識の基準」で定められている。日本産業規格 (JIS) ではこれとのダブルスタンダードを回避するため、案内用図記号を定めたJIS Z 8210 や、安全標識を定めたJIS Z 9104では規定されておらず、参考として記載されている。
ピクトグラムの周囲が緑地の標識と、白地の標識の2種類があり、緑地のものが「非常口そのもの」に設置される。白地のものは廊下・通路に設けられ、「非常口がある方向」を示しているため、すぐ近くに出口があるとは限らない。ピクトグラムが制定されたばかりの頃は、すべて（右矢印の場合でも）ピクトグラムの人型は左向きであったが、その後は非常口のある方向が直観的にわかるよう、ピクトグラムを左右反転させて、人型が非常口の方向に向かうように表示される。左右両側矢印の場合、人型は基本的に左向きである。
1994年にはピクトグラムのみのコンパクトスクエア型が登場。その後は光源が冷陰極蛍光灯からLEDとなって省エネ化が進み、2024年現在、日本ではLED式のコンパクトスクエア型が主流となっている。また、2009年の基準改正より「高輝度蓄光式誘導標識」での代用も一部で認められている。

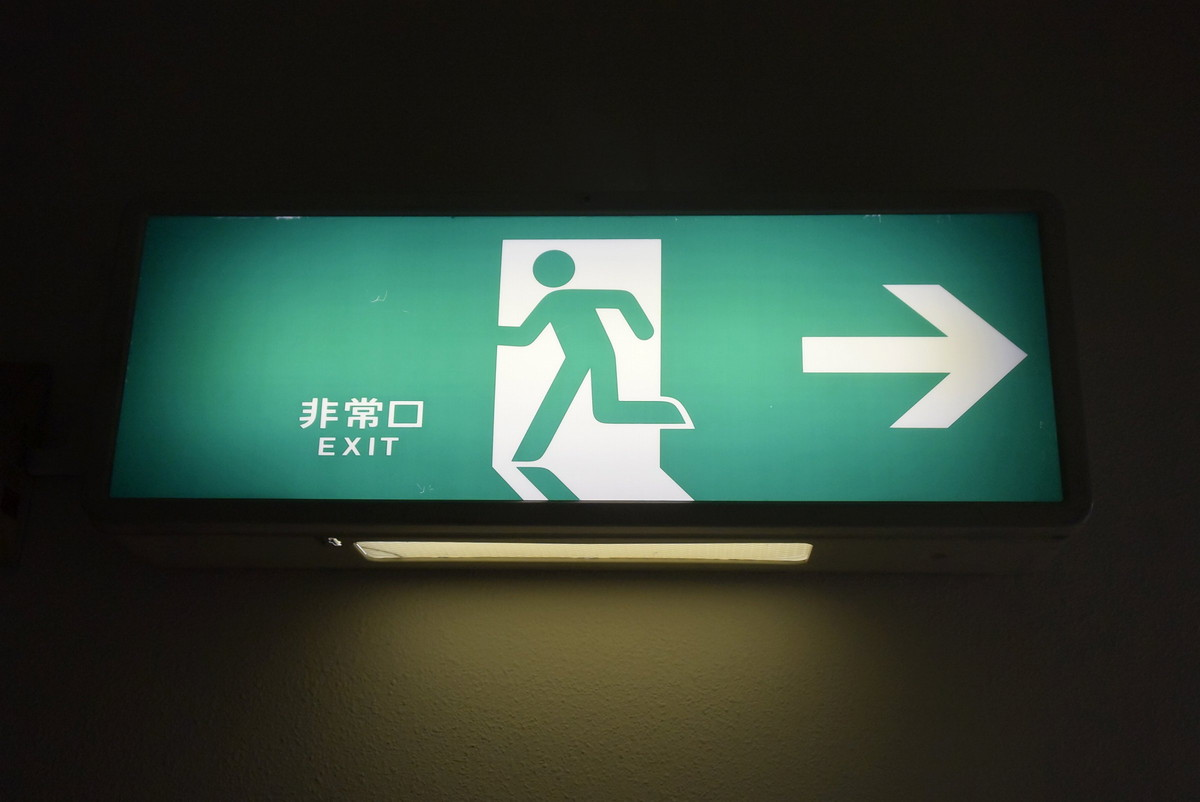
初期のピクトグラム非常口(昭和50年代製造)

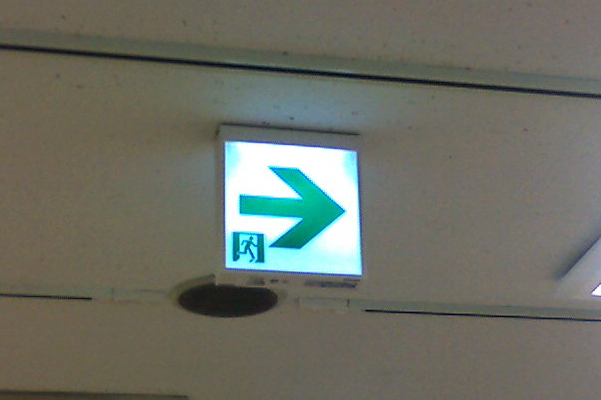
通路誘導灯
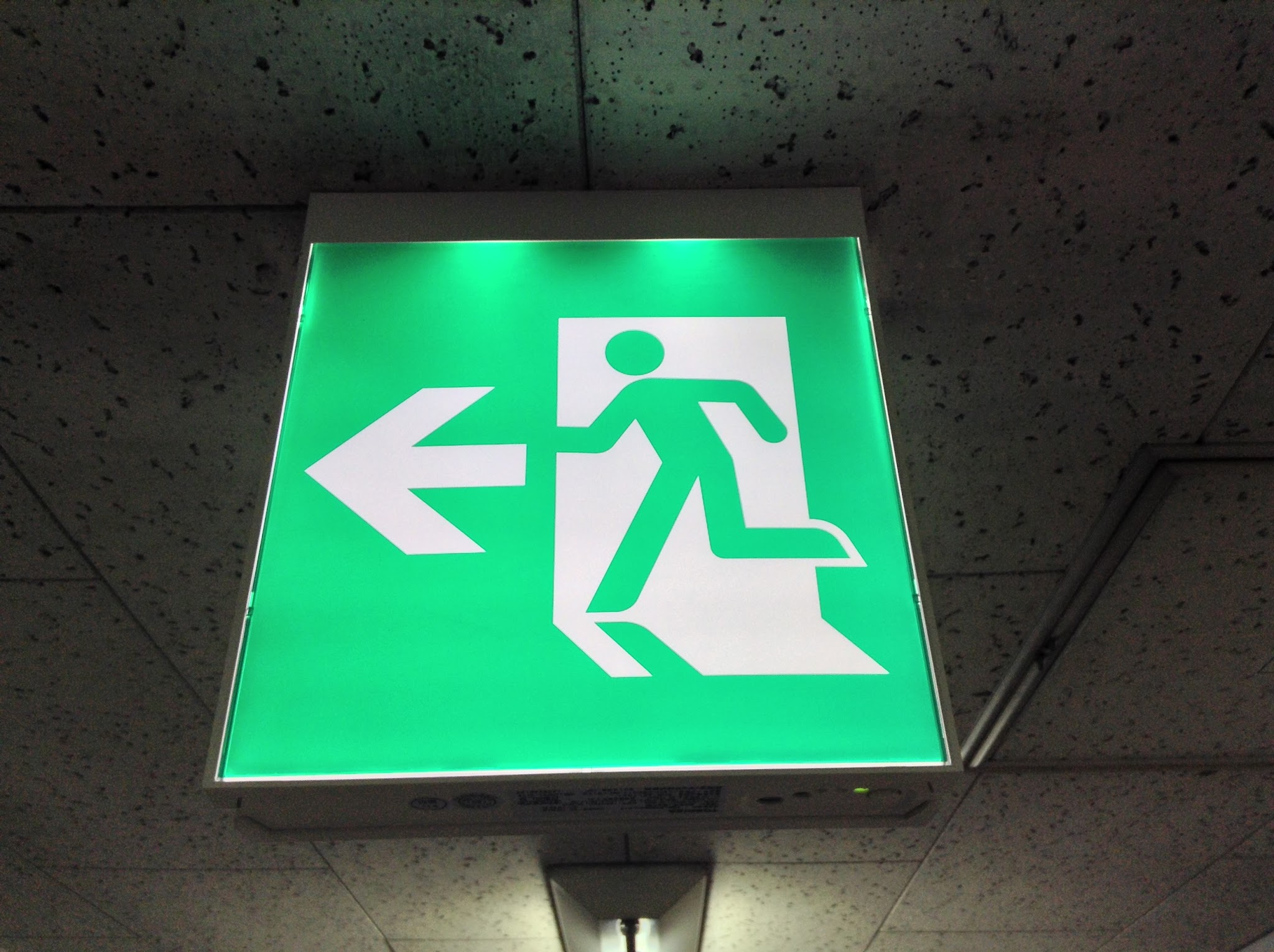
避難口誘導灯
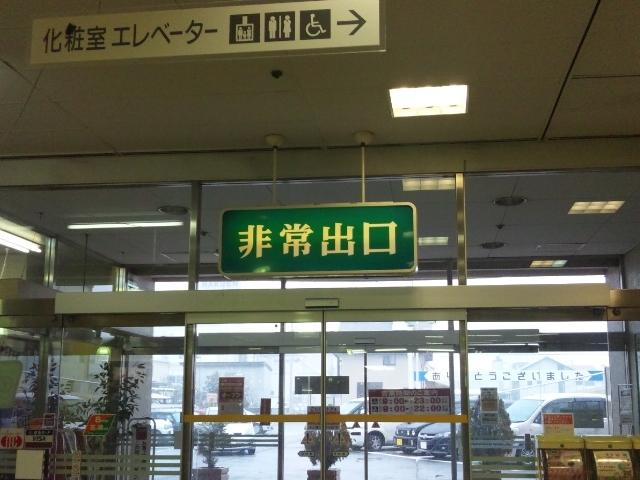
消防庁基準制定前の明朝体の大型誘導灯(非常出口表記)
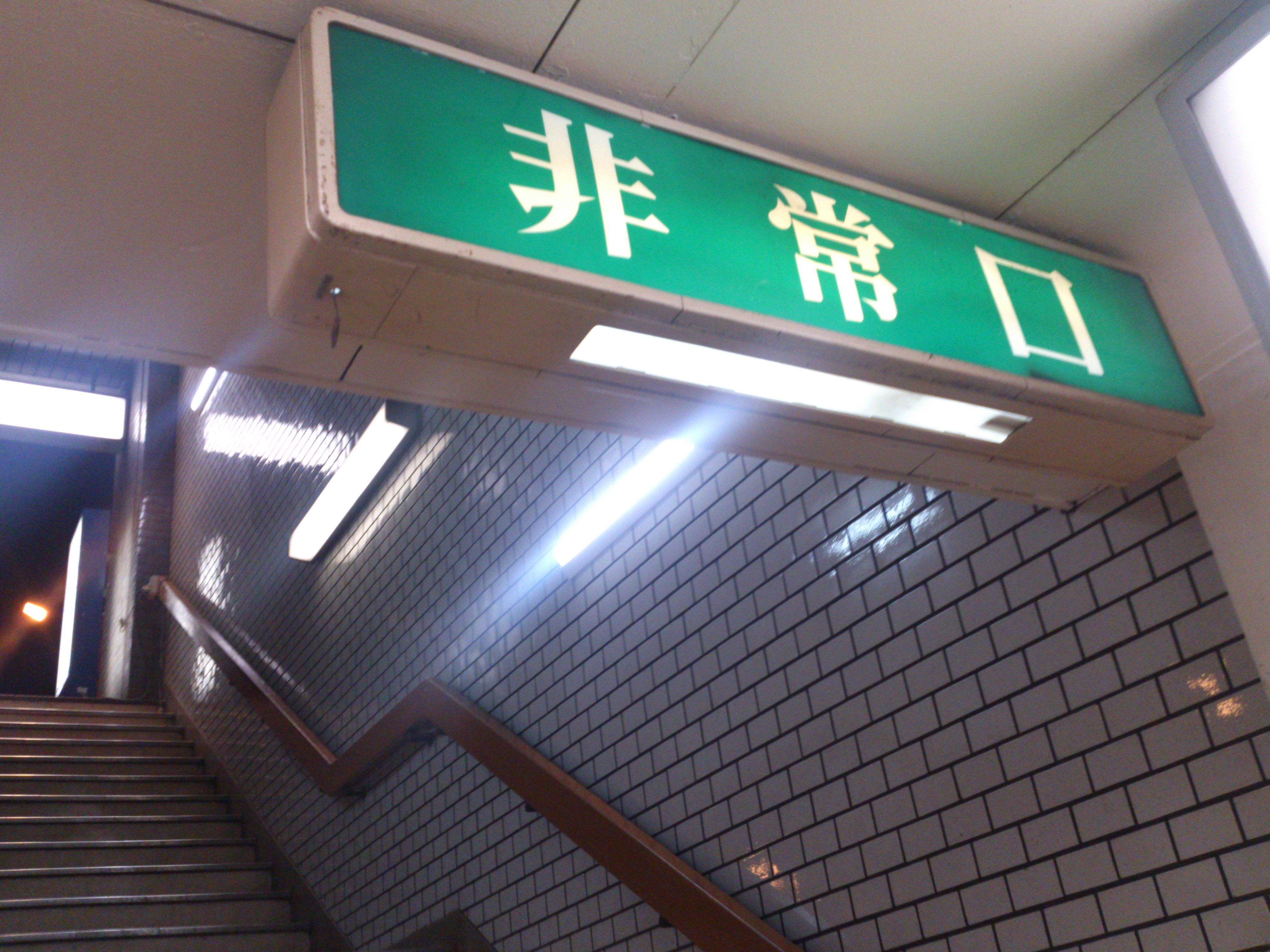
消防庁基準制定前の明朝体の横長誘導灯
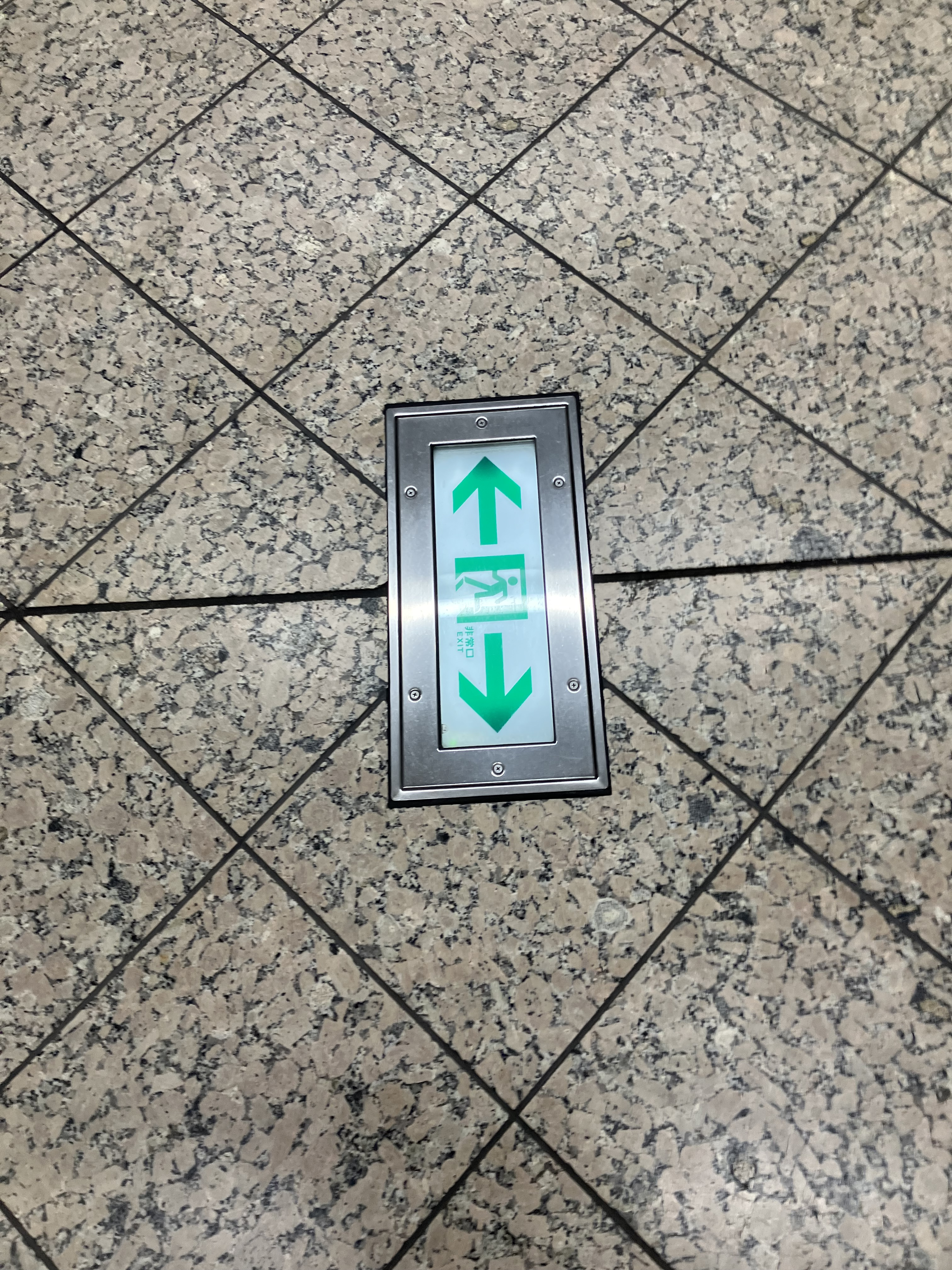
床式の避難口誘導灯。
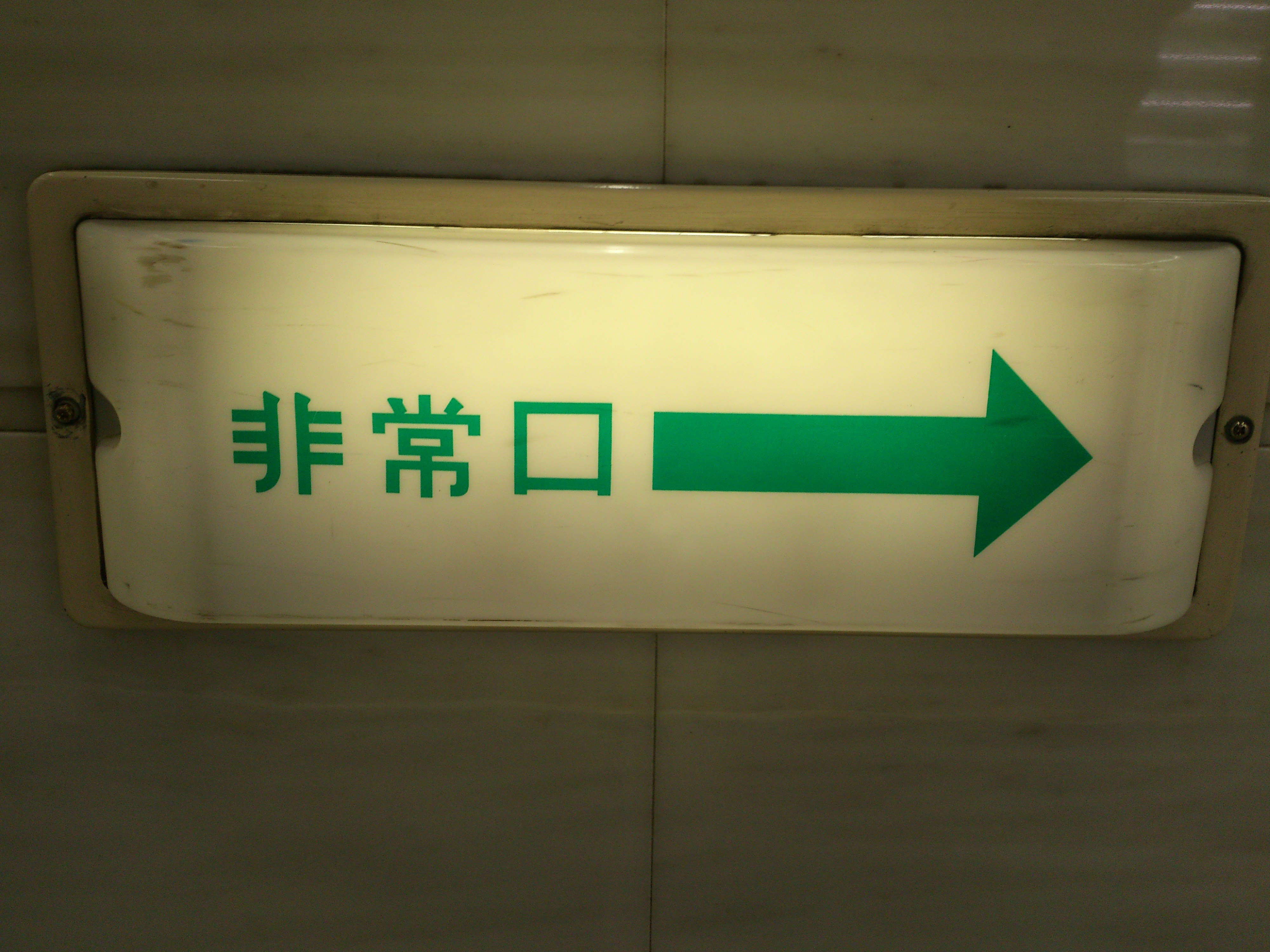
消防庁基準制定前の経路誘導灯
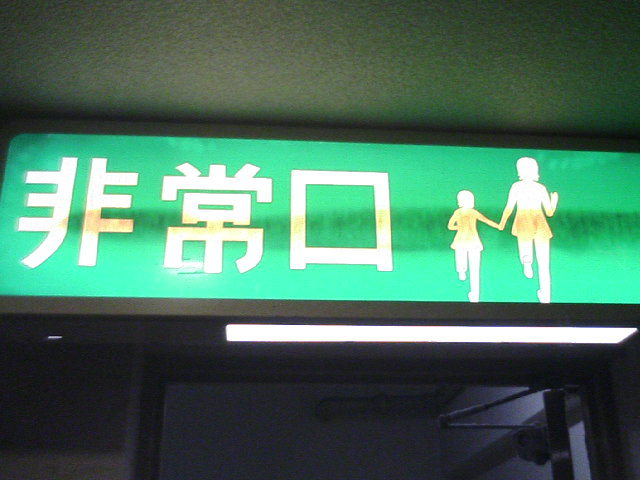
現行ピクトグラム発表前に北海道釧路地区で使われた、大人と子どもをデザインに取り入れたもの
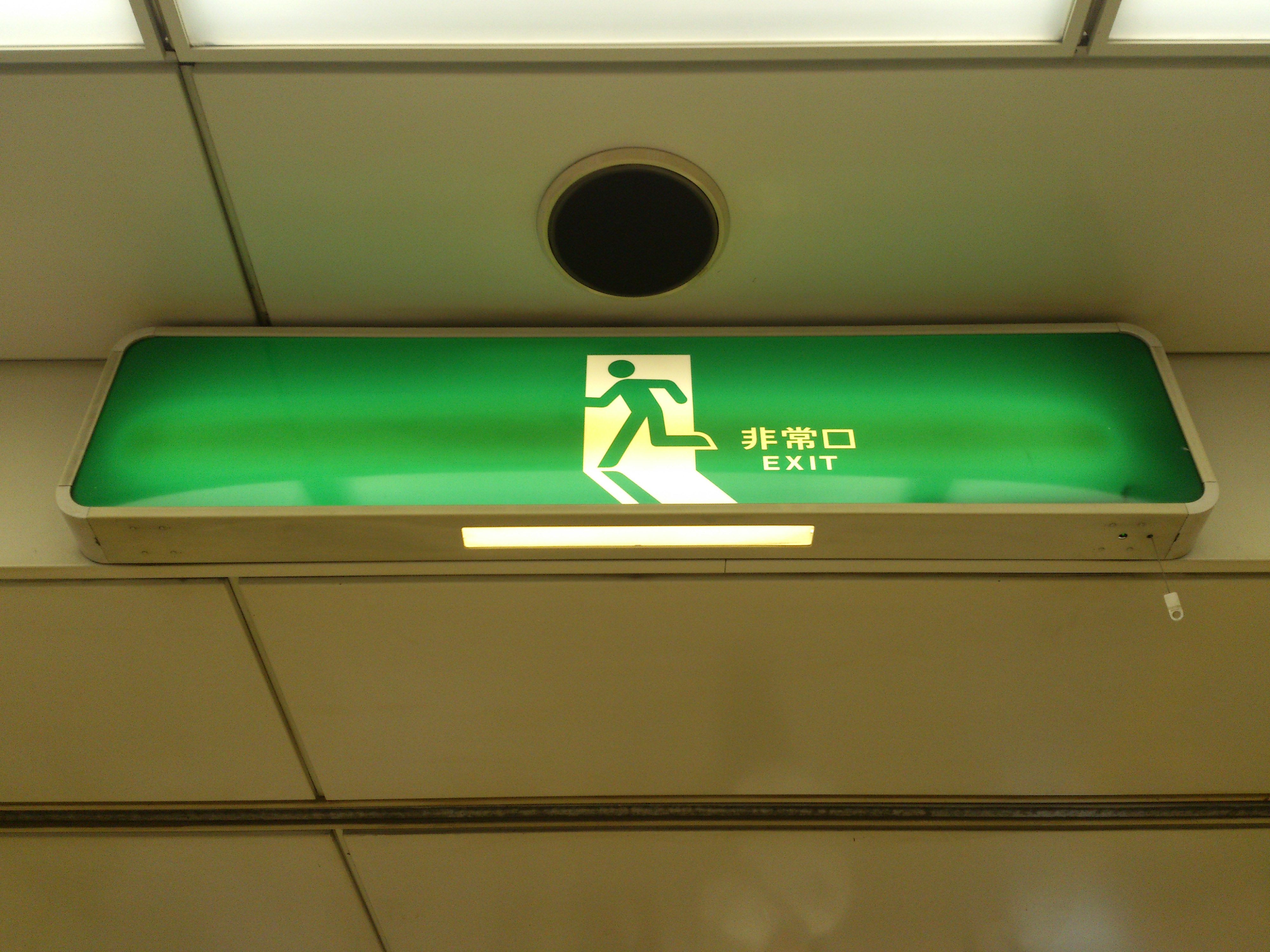
1999年の基準改正前の大型避難口誘導灯(なんばウォーク)

#### 設置基準
誘導灯の設置基準は、消防法施行令第26条、消防法施行規則第28条の3、消防予第245号により定められており、この2つの標識は、商用施設・工業施設・宿泊施設などに対して設置が義務付けられている。通路の一定の間隔に通路誘導灯が、脱出可能な出口に避難口誘導灯が設置されている。これらは、蓄電池により数十分から数時間程度点灯し続ける能力を有しているため、避難の際にもし停電したとしても、脱出の目標として使用できるようになっている。通常の誘導灯では約20分以上・長時間点灯型では1時間以上となっている。また、不特定多数が出入りする建物においてはキセノンランプ点滅装置（ストロボ）・音声案内装置がついている機種もある。なお、非常灯は、建築基準法によって定められているもので、用途も所管も全く異なる。
誘導灯の明るさが支障を来す劇場や映画館等では、上演中や上映中に消灯する場合も多いが、非常時には自動火災報知設備の移報入力により、誘導灯用信号装置により点灯するようになっており、その旨の告知放送が館内放送によって行われる場合がある。またこれらの場所では公演や上映に支障がない程度の明るさで足下を照らす客席誘導灯が設けられていることが多い。但し、誘導灯を消灯する場合、消防法施行規則第28条の3、消防予第245号により消灯の条件が定められている他、所轄消防署への確認・協議が必要となる。
1982年及びそれ以降にデザインが変更された際、落成済みの建物へ遡及した新デザインへの取り換えは強制しておらず、消防法では新旧問わず誘導灯には緑色 (緑地に白文字及びその逆のもの) が使われていればよいと定められているため改装や誘導灯の更新などを行っていない限りそれらの建物では改正以降も過去のデザインのまま使用されている。また、パネルだけを現行ピクトグラムのものに交換し、誘導灯自体は制定以前のままといった例も見られる。

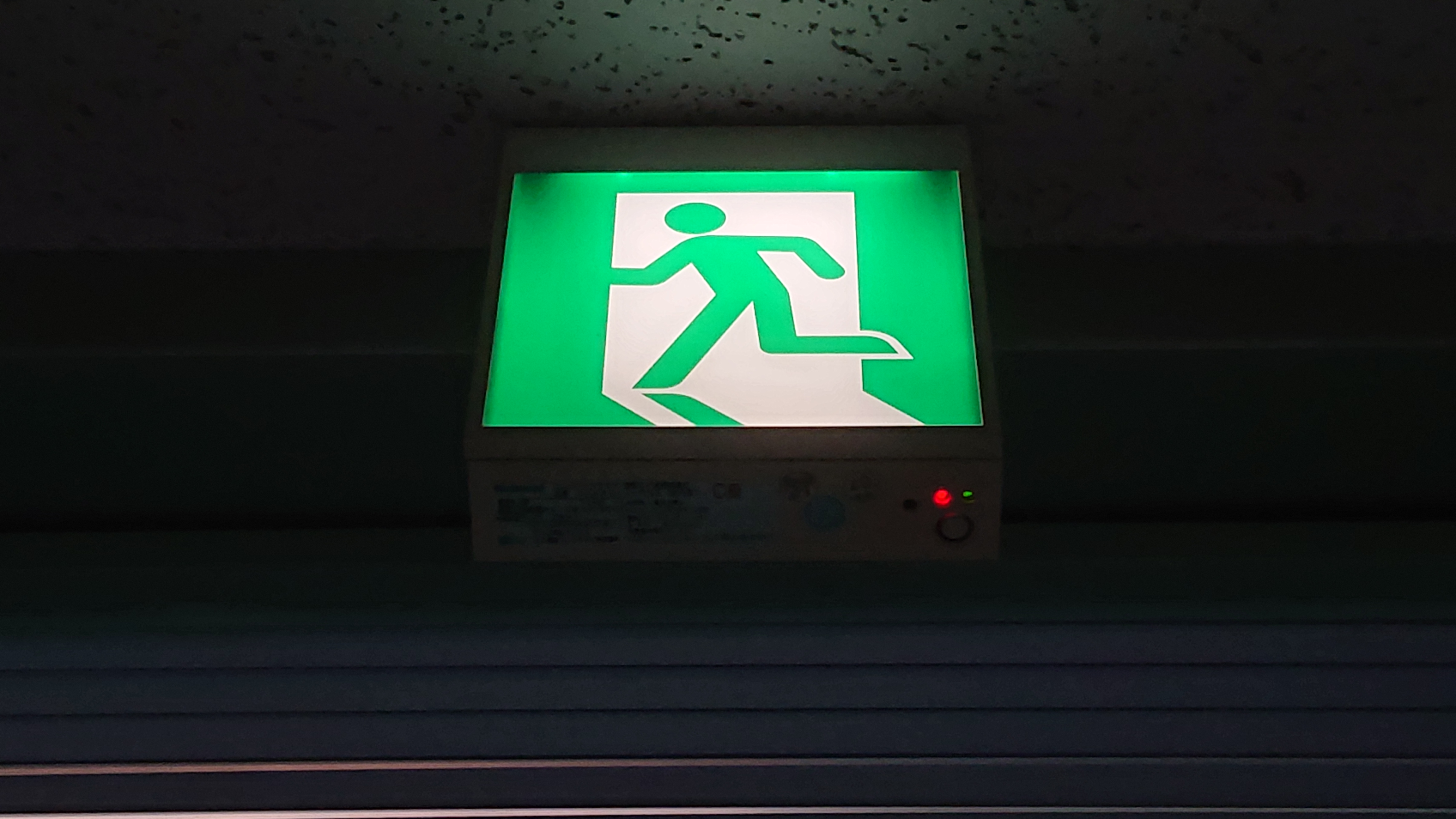
C級避難口誘導灯。充電モニタ（緑）とランプモニタ（赤）が点灯及び点滅している。

#### 構造
誘導灯は内部に充電式電池と電池で蛍光灯（または冷陰極蛍光灯、LED）を点灯させるインバータ、充電回路、通常点灯用の安定器が内蔵されている電池内蔵型と、充電回路と充電式電池を持たない電源別置形がある。両者の見分け方は、機能チェックをするための点検スイッチと正常に充電されている事を示すモニターランプ（1985年以前の器具では赤色。それ以降は緑色、現在は緑色の充電モニターと赤色のランプモニター）が無いのが電源別置型である。電源別置型は器具自体は多少安価だが非常用電源装置（誘導灯は蓄電池限定）が必要で、器具と非常用電源装置の間は耐火配線（860℃-30分に耐える必要がある）での工事となり小規模な場合割高となるので大規模な施設で使われる。

#### 大きさ（区分）
1999（平成11）年9月21日の消防法改正でA級（表示面の縦寸法が0.4m以上）、B級（表示面の縦寸法が0.2m以上0.4m未満）、C級（表示面の縦寸法が0.1m以上0.2m未満）になった。現在は1999年に製造が始められたLED光源のものが主流であるが、蛍光灯のものが主流であった消防法改正前までは大形（基本は蛍光灯40W×2灯、特殊場所（天井が低く、大形が取付出来ない場所）用に(32W・35Wまたは40W)×1灯）・中形（蛍光灯20W×1灯）・小形（蛍光灯10W×1灯）であった。B級はBH形とBL形とがあり、BH形は旧大形のうち、蛍光灯32W・35Wまたは40W×1灯のものに該当し、BL形は旧中形に該当する。BH形とBL形では大きさが同じでもそれぞれ専用の器具とパネルを使用しなければならない。ただし、LED光源のものはパネルはBH形・BL形とで共用である。A級は旧大形（蛍光灯40W×2灯のもの）、C級は旧小形である。

#### 用途
- 避難口誘導灯・・・パネルが緑地のものでピクトグラムが強調されているもので、非常口の場所を示す

- 通路誘導灯・・・避難口誘導灯が壁や商品棚などの障害物により直接視認できない場合に避難口誘導灯の補助として設けることが義務付けられている。パネルが白地のもので矢印が緑で強調されているもので、非常口がある方向を示す

- 階段通路誘導灯　客席誘導灯・・・通路を照らすものである
- 避難器具誘導灯・・・通路誘導灯と同じく、パネルは白地。文字は黒色で''避難器具'' ''避難ハッチ'' ''避難はしご''等の表示がある。法律上光らなければならないという訳ではないが、所轄消防署の指示により、誘導灯のパネルを前述の表記に交換して内照式として設置する場合がある（避難器具用避難口の画像を参照）

##### 器具の種類

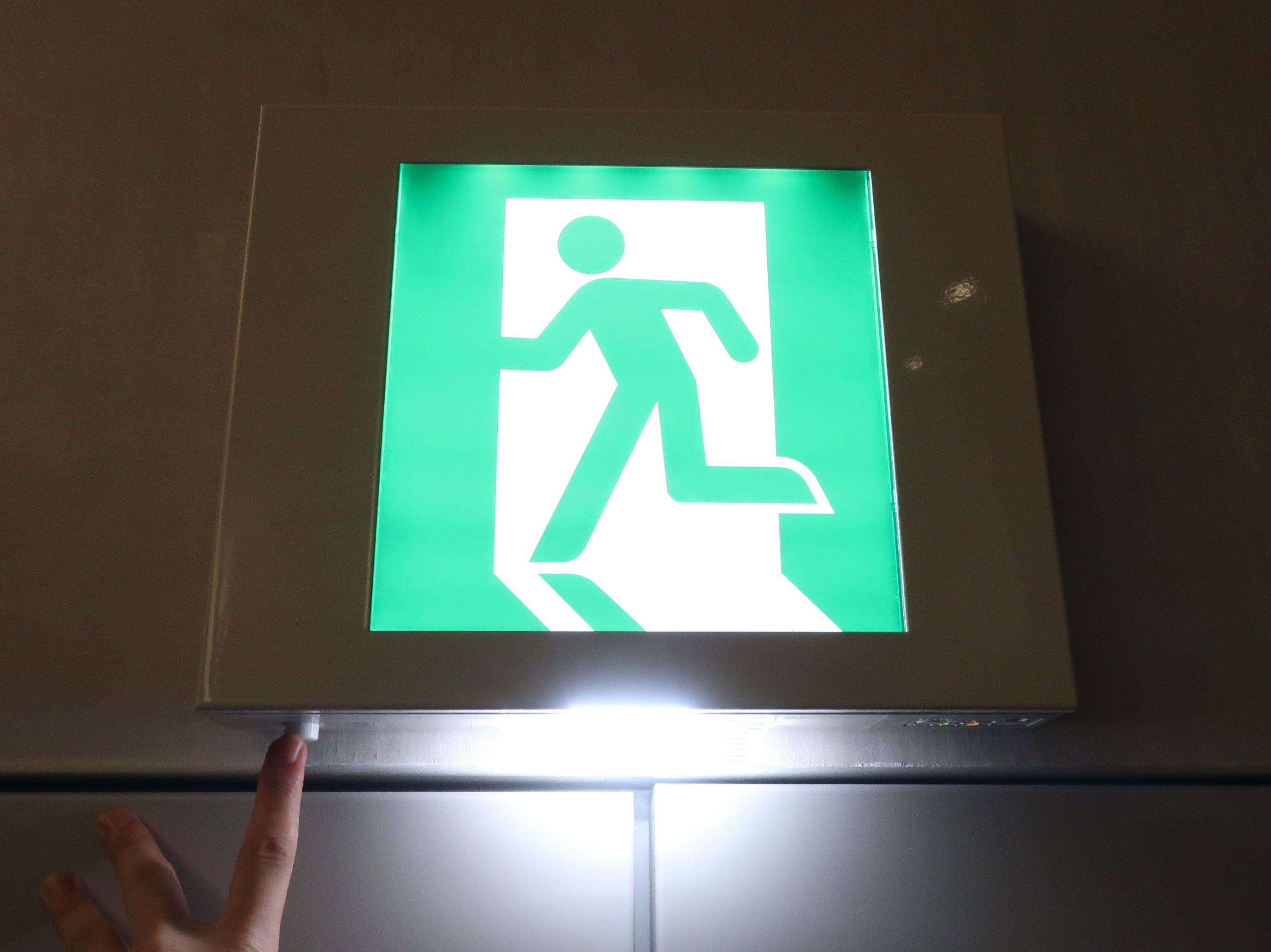
ストロボを内蔵した誘導灯

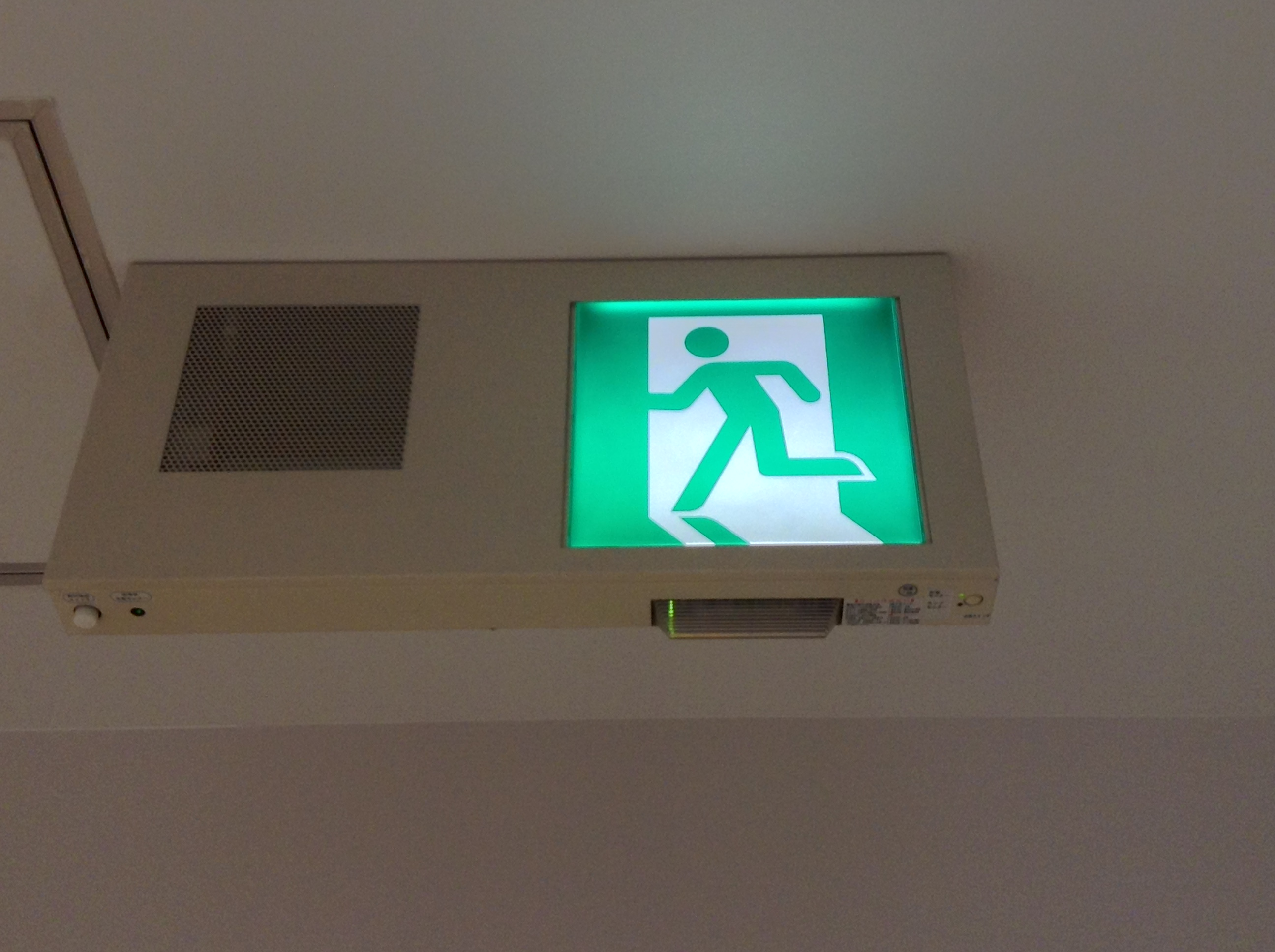
誘導音を発するスピーカーが付いた誘導灯

避難口・通路誘導灯器具には、下記の様な種類がある。
- 一般型
  - 一般型は、ピクトグラム表示の照明のみで、他の付加機能を有しない誘導灯である。通路誘導灯には一般型が使用される。最も多く設置されている。
- 点滅式誘導灯
  - 点滅式誘導灯は、ピクトグラム表示の照明の他に、光で非常口の方向を知らせる装置が付加されている。点滅式誘導灯には火災報知器と連動して明るさが100%-36%（停電時36%-10%）の可変を繰り返す内照式とキセノンフラッシュランプが点滅する外照式（外付、組み合わせ、内蔵）がある。現在は外照式の内蔵型のものが殆どである。2018年に外照式内蔵型の点滅装置がキセノンランプからLED化された点滅式誘導灯が発売された。
  - 消防法上必ず設置しなければならない訳ではないが、不特定多数が出入りする建物には設置することが望ましいとされている他、主に大都市の所轄消防署に設置を指示される場合がある。
- 誘導音付加型誘導灯
  - 誘導音付加型誘導灯は、点滅型誘導灯の機能の他に点滅式誘導灯と同様に自動火災報知設備と連動して、チャイム音とともに「非常口はこちらです」と音声を発する。誘導音装置は自動火災報知設備連動のほか、直上階及び直下階の誘導音付加型誘導灯と接続される。また、蓄積機能付きの第三種煙感知器を接続して該当非常口（階段）が煙で充満して危険な場合、音声（点滅組み合わせの場合は点滅も）を上下階で音声を停止させる機能を有する。
  - 点滅式誘導灯と誘導音付加型誘導灯はその性格上、避難口誘導灯としてのみ使用される。これらの誘導灯を使用すると、従来大形(A級)の設置が義務づけられていた場所でも1ランク小さいもの（BH形、BL形）に変更出来る場合がある。
- その他長時間定格型（停電時の非常点灯時間が一般の20分から1時間に延長されている）も高層ビル向けにある。長時間定格型誘導灯にも一般型・点滅式・誘導音付加型の各種類がある。また、特殊環境用として防湿・防雨型、クリーンルーム用、防爆型[20]等がある。

誘導灯の取付は、通常天井直（または専用金具を用いての）取付、壁取付、または天井パイプ吊り取付の3種類である。その他、天井埋込型（表示部は露出）、壁埋込型、床埋込型がある。

### 問題点と対策

#### エネルギー問題
安全のために欠かすことのできないものではあるが、常時点灯させるための電力消費が無視できない。
そこで、設置可能な場所は限られるが蓄光機能を持つ高硬度石英成形板で作成した誘導板が開発され注目されているほか、消費電力が少なく（冷陰極管と比較して）色ムラの少ないLEDを光源とする誘導灯が実用化され、冷陰極管蛍光灯・蛍光灯型に取って代わってきている。
また、百貨店やショッピングセンターなど、閉店後に関係者以外が立ち入らないという条件付きで、閉店後の誘導灯の消灯が認められている（事前に所轄消防署との確認・協議が必要）他、介護施設などで入居者の睡眠の妨げにならないように消灯する場合は、自動火災報知設備を誘導灯用信号装置に連動させ、非常時に点灯するようにする事で消灯が認められる（事前に所轄消防署との確認・協議が必要）場合がある。

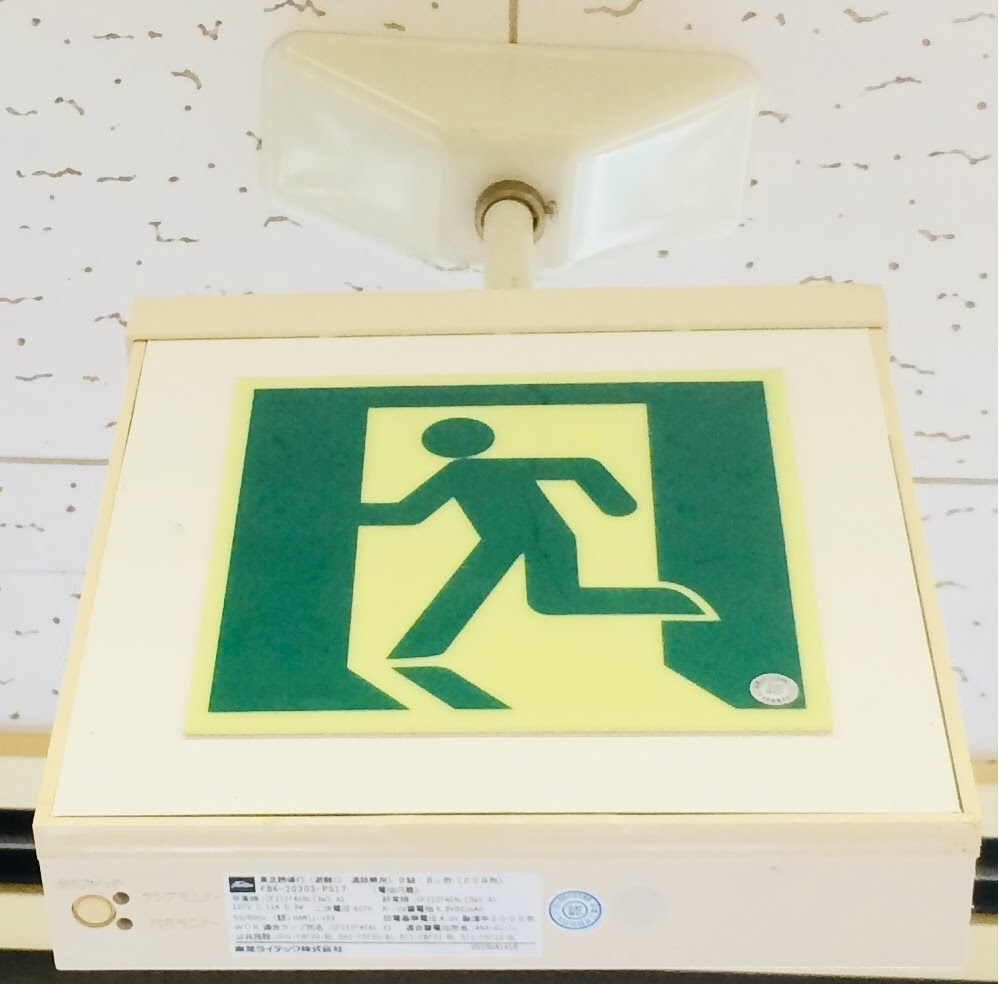
LED型避難口誘導灯に石英板のプレートを張り付けたもの

#### その他
2005年に宮城県のホームセンターに設置されている誘導灯が発火し、商品の一部が焼ける火災が発生した。
その後、2006年に札幌市と三重県で誘導灯が発火している。
内蔵する蛍光灯安定器（32W・40W）がまれに異常発熱を起こし近傍の合成樹脂を焦がしたり、発火に至るものである。当初50Hz地区のみで多発したためメーカは60Hz地区については対策が行われていなかったが三重県で同様の事故が生じたため一斉対策になった（カバーの交換と延焼防止金属板を追加する）。
これらの誘導灯は東芝ライテックが1990年代に製造した物で、全国各地で同じタイプの誘導灯の修理などが行われている。
誘導灯を含めて照明器具は寿命を8年から10年と定めており、寿命に近づいた器具は点検又は交換するように照明器具メーカーのカタログ等で呼び掛けられている。
誘導灯は他の消防設備と異なり規格失効は無いが交換部品の生産終了により事実上の規格失効を迎えた誘導灯も存在する。

## 交通機関における非常口

### 旅客機
| ボーイング767の非常口の例。客室部の先頭部分にはタイプA非常口、客室中央部にはタイプIII非常口が設置されている |  | ボーイング737のタイプIII非常口(外側) |
| ボーイング767の非常口の例。客室部の先頭部分にはタイプA非常口、客室中央部にはタイプIII非常口が設置されている |  | ボーイング737のタイプIII非常口(外側) |

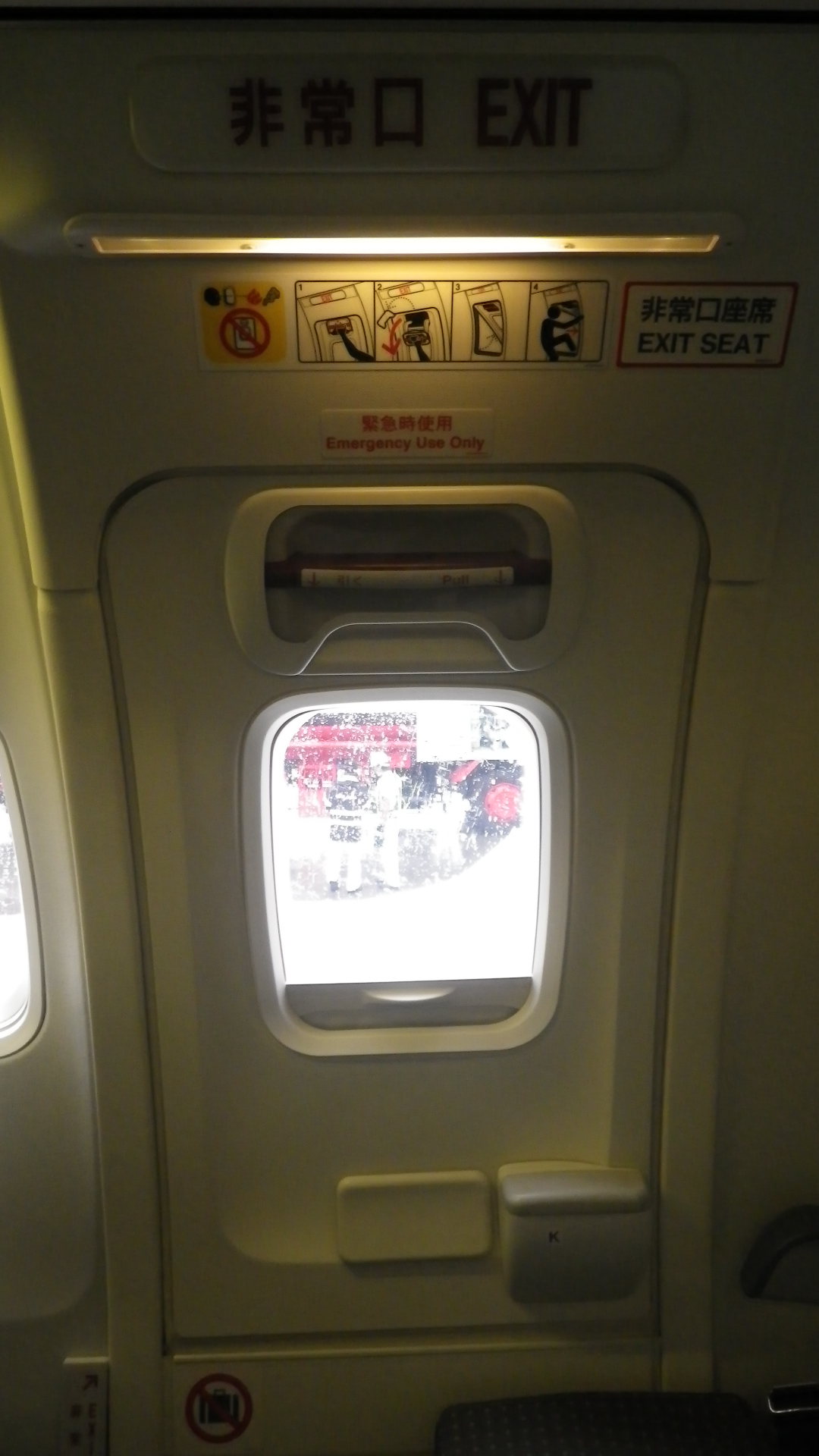
ボーイング737のタイプIII非常口(内側)

旅客機では、アメリカ連邦航空局(FAA)および欧州共同航空当局(JAA)によって、不時着時の緊急脱出口を設置することが義務付けられている。非常時の脱出の際には、片側の非常口から90秒以内に乗客全員を脱出させなければならない。非常口の大きさは以下のように決められている。
- タイプA（最小寸法幅106.7cm×高さ182.9cm）…ボーイング747から採用された。
- タイプI（最小寸法幅61cm×高さ122cm）
- タイプII（最小寸法幅50.8cm×高さ111.8cm）
- タイプIII（最小寸法幅50.8cm×高さ91.4cm、機内の床から下辺まで50.8cm）…主翼の上
- タイプVI（最小寸法幅48.3cm×高さ66cm、機内の床から下辺まで91.4cm）…主翼の上

タイプA、タイプIおよびタイプIIの非常口の内側には脱出用シュート（すべり台）が取り付けられており、非常時にドアを開けた場合、自動的に展開するようになっている。
航空機において、非常口の数と大きさは、航空機の最大定員にも影響する。例えば、ボーイング737において、-800型と-900型では全長が2.6mも異なるが、最大旅客定員は同じ189名となっている。これは、非常口の数と仕様が、-800型と-900型で変わらないことによるものである。つまり、飛行機の最大定員は、「90秒以内に脱出できる最大人数」ということになる。
非常口の数は運行に必要な客室乗務員（客室保安要員）の人数などにも関わってくる。例えば、ボーイング777-300で満席の際には、客室乗務員は10名乗務させることになる。これは、片側5箇所の非常口があり、通路が2本あるため、乗客の誘導に必要な人数として5×2=10名必要と算出されるからである。
なお誘導灯に関しては、国内線・国際線問わず、ISO標準のピクトグラムは用いられず、アメリカ式で「非常口 EXIT」（各言語毎に異なる）と書かれた、白地に赤のものが用いられている場合が多い。ただし、ボーイング787及び一部のエアバス機（一部のA330、A380、A350など）に関しては、ISO標準のピクトグラムが採用されている。

### 船舶
船舶ではSOLAS条約において、脱出口についても定められている。
この条約によると、救命胴衣を着用した乗員・乗客が迅速に脱出できるように、十分な数の脱出口を備えなければならないことになっている。船舶内から脱出口までの順路には堅固な構造の足場やはしごを恒久的に固定していなければならない。また、各乗員・乗客に対しては、少なくとも2組の脱出経路を確保しなくてはならないことともされている。

### バス

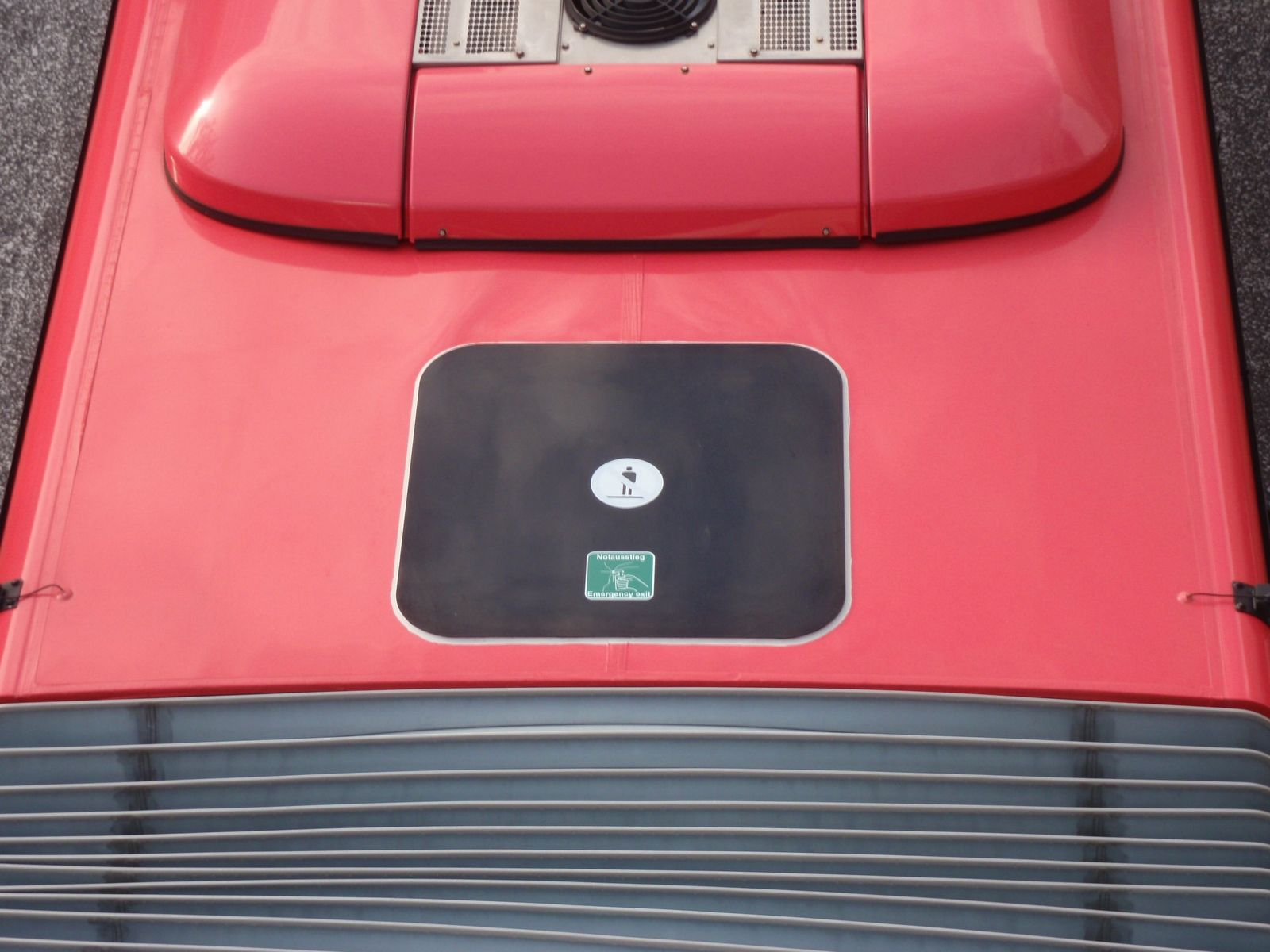
屋根上の非常口の例（黒い四角の部分）

バス車両は普通乗用車などと比較し車高が高く、構造上出入口が片側にしかない事に加え、変形した乗降扉を内側からこじ開けたり、窓ガラスを割って脱出しようとすると転落などの二次災害の原因にもなりかねないため、乗降用の扉とは反対側の側面または後部において脱出口を設置する必要がある。
欧州では、窓の寸法を大きめに設定し、非常時にはガラスをハンマーで破って脱出口とする例が一般的である。ガラスの中心を非常用ハンマーにより叩くと、ガラス全面が細かく破砕され脱出口となり、座席を踏み台として窓から車外へ脱出することになる。この場合、ガラス破片が尖らないようにする必要があるため、強化ガラスを使用することになる。
一部の車種では、屋根上に脱出口がオプションで設置できるようになっており、換気口を兼ねた構造となっているものもある。
日本のバス車両の保安基準においては、幼児専用車と30人以上の定員を有する自動車においては、座席ごとに乗降口がある場合を除いて、必ず非常扉を設置しなくてはならない。輸入車においても例外ではなかったが、近年の輸入車においては、実証試験を行なったうえで、先に記述した窓ガラスを脱出口として使用する仕様も認められるようになっている。バスの非常口表記も以前は窓ガラスに赤文字で「非常口」と記載してあったが（バス事業者により横書きと縦書きの違いも見られた）、現在はピクトグラムを使用している。
| 日本の基準に合わせたため車道側に非常口扉が設置されているネオプラン・セントロライナー |  | 欧州の基準をそのまま適用したため非常口扉が車道側にないメルセデス・ベンツ・シターロ |  | 非常口のドアを開けて座席を倒した状態（日野ブルーリボンシティハイブリッド） |
| 日本の基準に合わせたため車道側に非常口扉が設置されているネオプラン・セントロライナー |  | 欧州の基準をそのまま適用したため非常口扉が車道側にないメルセデス・ベンツ・シターロ |  | 非常口のドアを開けて座席を倒した状態（日野ブルーリボンシティハイブリッド） |

### 鉄道
| ICE車内に備えられている緊急脱出ハンマー（英語版）の例。赤い丸の部分をハンマーで叩くとガラスが破砕する |  | アムトラックのスーパーライナー展望車。窓上部の赤く示された把手を引くと、窓枠を支えるゴムが外れ、窓ガラスを取り外せるようになっている。 |
| ICE車内に備えられている緊急脱出ハンマーの例。赤い丸の部分をハンマーで叩くとガラスが破砕する           |  | アムトラックのスーパーライナー展望車。窓上部の赤く示された把手を引くと、窓枠を支えるゴムが外れ、窓ガラスを取り外せるようになっている。 |

| 都営地下鉄12-000形電車の正面非常口を開放した様子。 |  | 階下普通車の乗客に非常口(1階窓の左隣にある、縦長のパッキン)を設置した小田急20000形。共通運用の371系にも同様の設備がある。 |
| 都営地下鉄12-000形電車の正面非常口を開放した様子。 |  | 階下普通車の乗客に非常口(1階窓の左隣にある、縦長のパッキン)を設置した小田急20000形。共通運用の371系にも同様の設備がある。 |

欧州では、バスと同様、窓の寸法を大きめに設定し、非常時にはガラスをハンマーで破って脱出口とする例が一般的である。
現代のアメリカの鉄道では、窓枠ごと外せるようになる形で非常口を備えている場合が多く、アムトラックや各地の通勤鉄道でみられる。アムトラックでは航空機のような避難の手引を客席に用意し、非常時に備えている。
日本の鉄道車両においては、鉄道に関する技術上の基準を定める省令により、乗降用の扉が少なく、非常の際に旅客の脱出に支障がある可能性がある場合は、非常口を設置することが義務付けられている。また、前方から強い衝撃を受けた際に貫通扉が開いたり脱落することで、前面に大きな損傷を受けた際にも非常口としての機能を維持できる構造になっているものもある。非常口のサイズは幅40cm以上、高さは120cm以上と定められており、外開き戸か引き戸のいずれかとされている。
日本の地下鉄の場合は、側方への退避が困難な場合が多いため、編成最前部と最後部の正面に非常口が用意される。
新幹線においては0系で側面非常口が採用されていたが、2000番台以降の後期の製造車では廃止され、他の形式も採用されていない。